# Schweizer Truppen in päpstlichen Diensten
Insgesamt 21 Schweizer Truppen in päpstlichen Diensten unterstützten seit 1506 die weltliche Politik des Papstes und waren am Ausbau des Kirchenstaates beteiligt. Sie konnten 1870 als Teil und zusammen mit dessen Armee seine Integration in den entstehenden italienischen Nationalstaat jedoch nicht verhindern.
Sie stellten auch persönliche Leibgarden für das Kirchenoberhaupt und seine Legaten. Diejenige des Papstes ist als Päpstliche Schweizergarde mit einer Sonderbewilligung des schweizerischen Bundesrates noch heute im Einsatz.
Schweizer Truppen in fremden Diensten hiess der von Behörden der Schweizer Eidgenossenschaft mit Staatsverträgen geregelte Solddienst von geführten, ganzen Truppenkörpern im Ausland.
Diese Verträge enthielten ein Kapitel, das die militärischen Angelegenheiten regelte: die sogenannte Kapitulation (oder Privatkapitulation, wenn einer der Vertragspartner ein privater Militärunternehmer war).

## Übersicht der Schweizer Truppen in päpstlichen Diensten

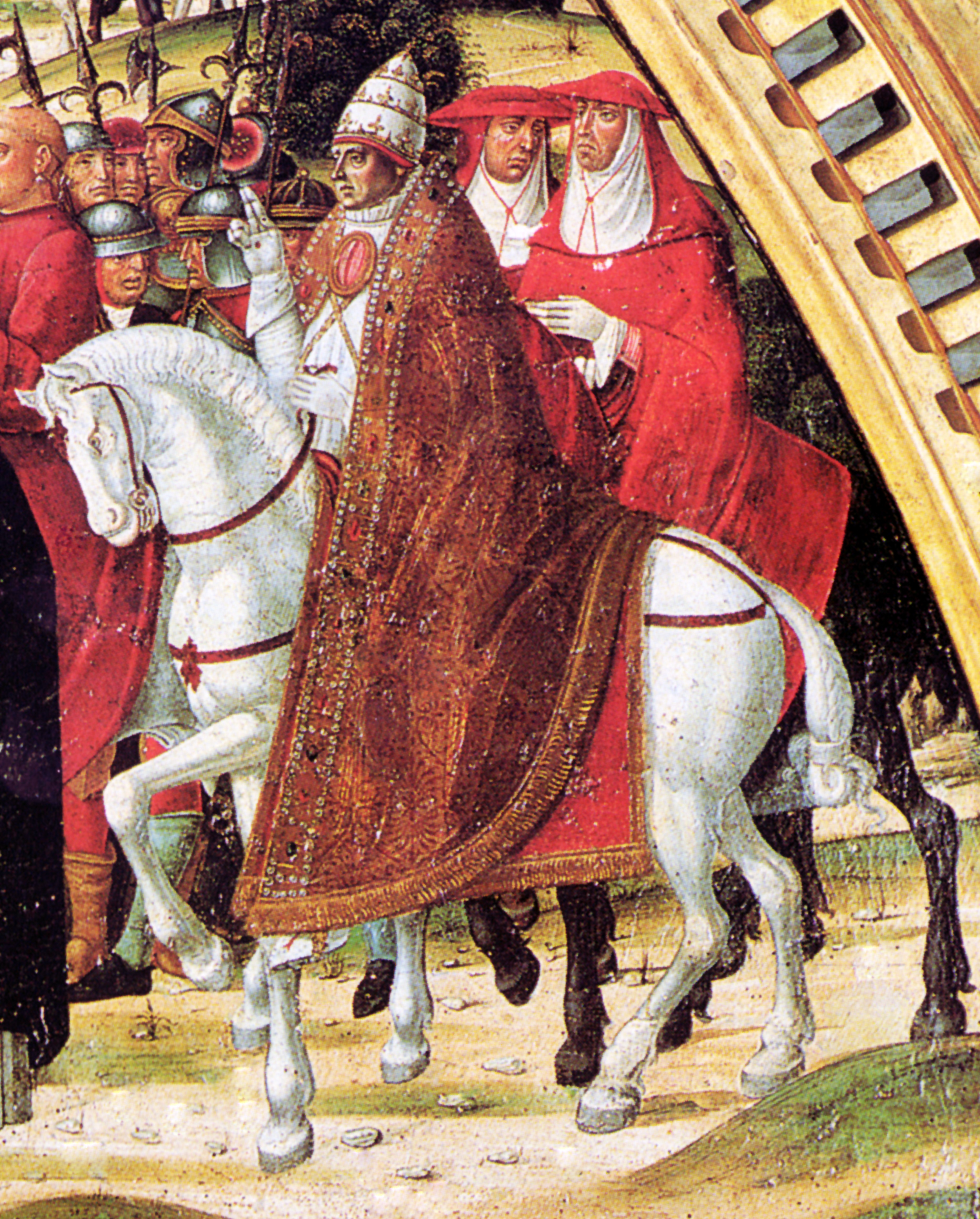
Gregor XI.
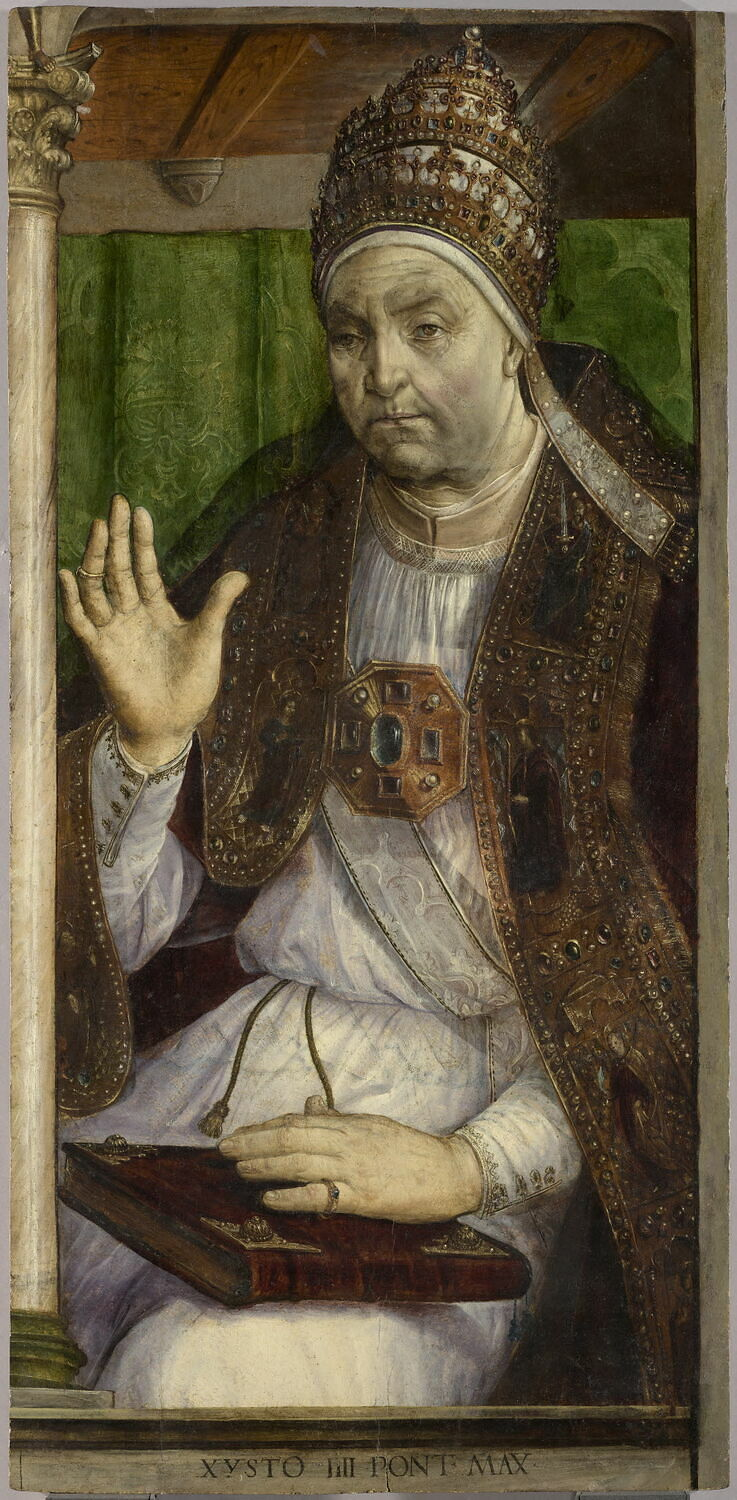
Sixtus IV.
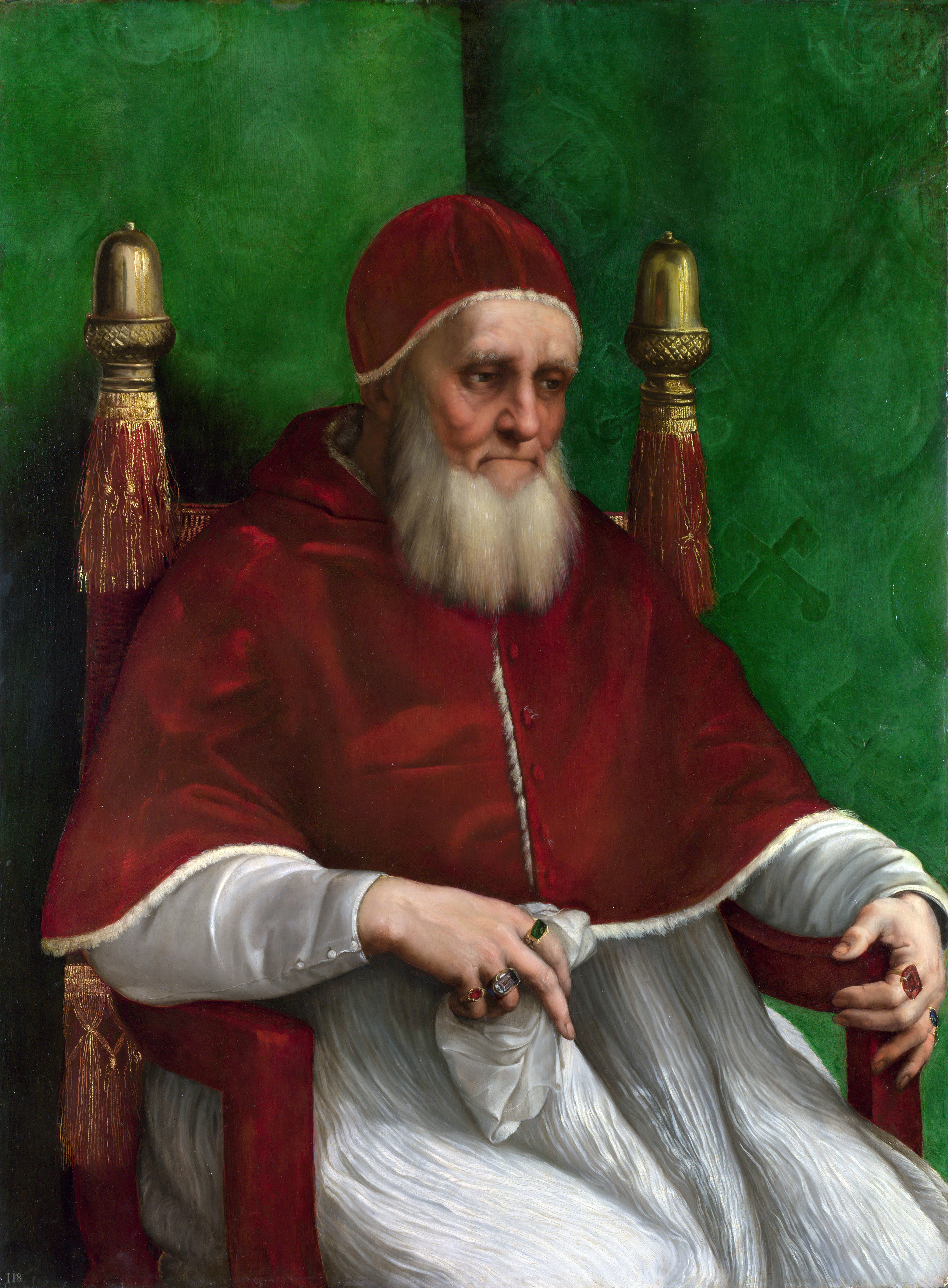
Julius II.
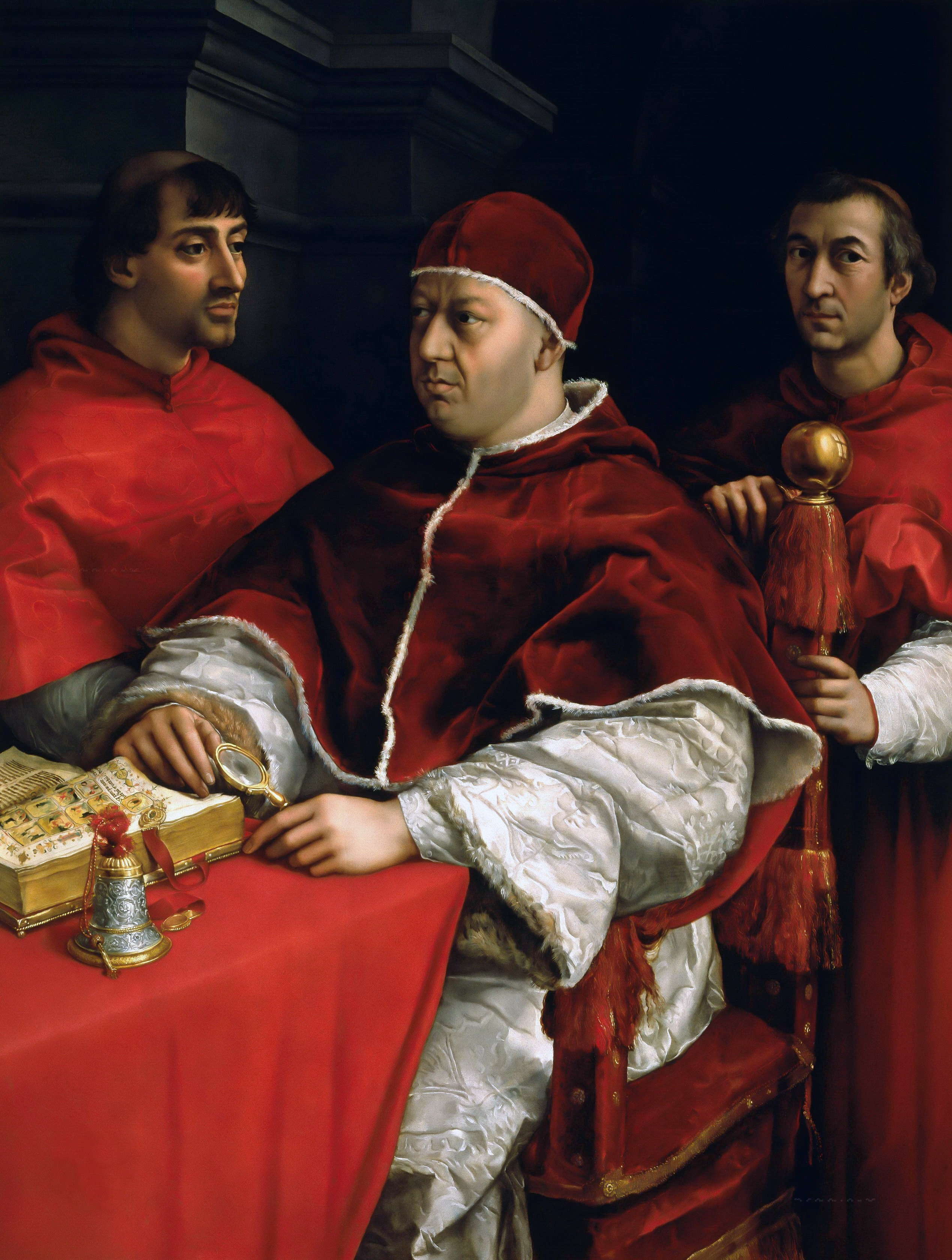
Leo X.
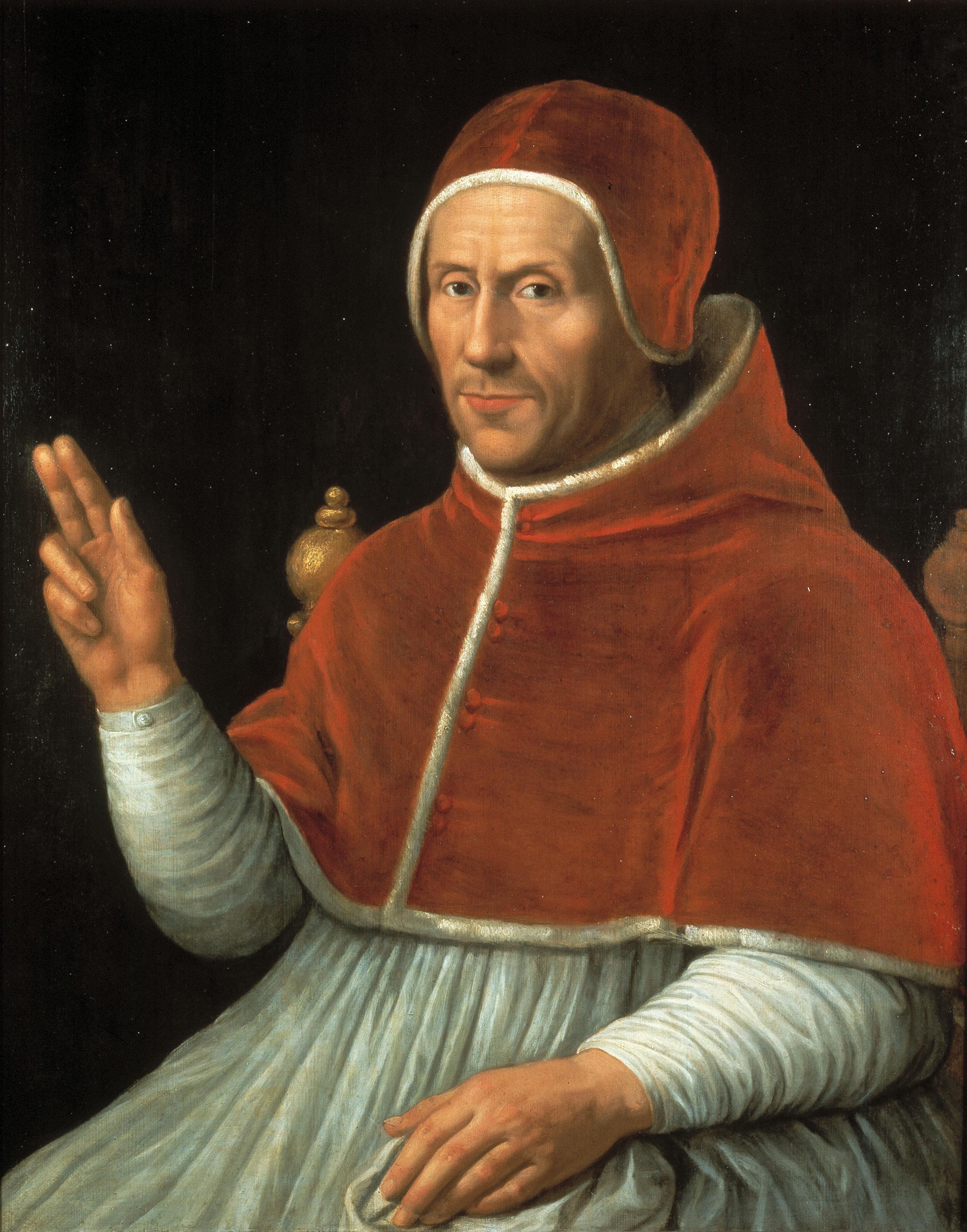
Hadrian VI.
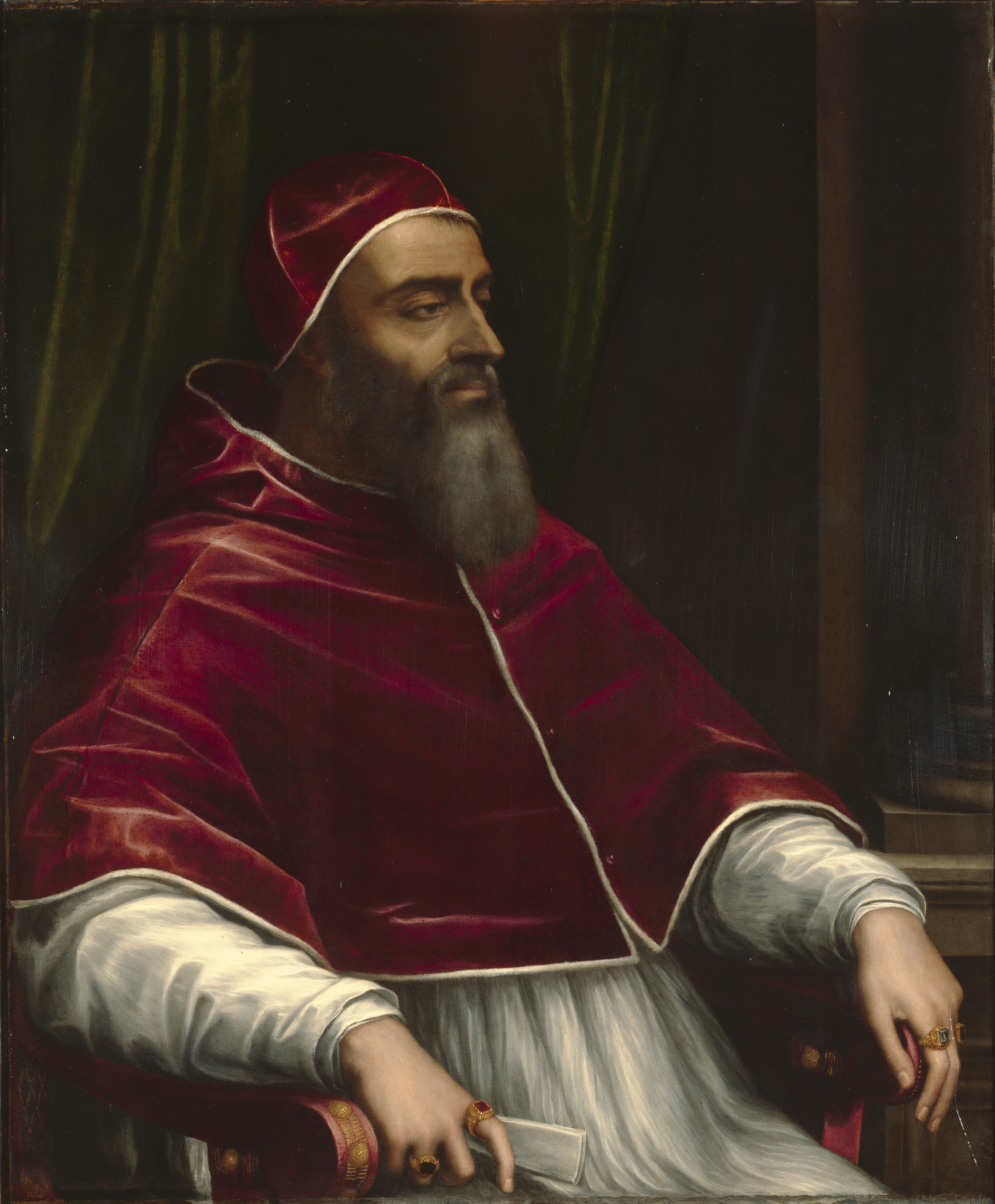
Clemens VII.
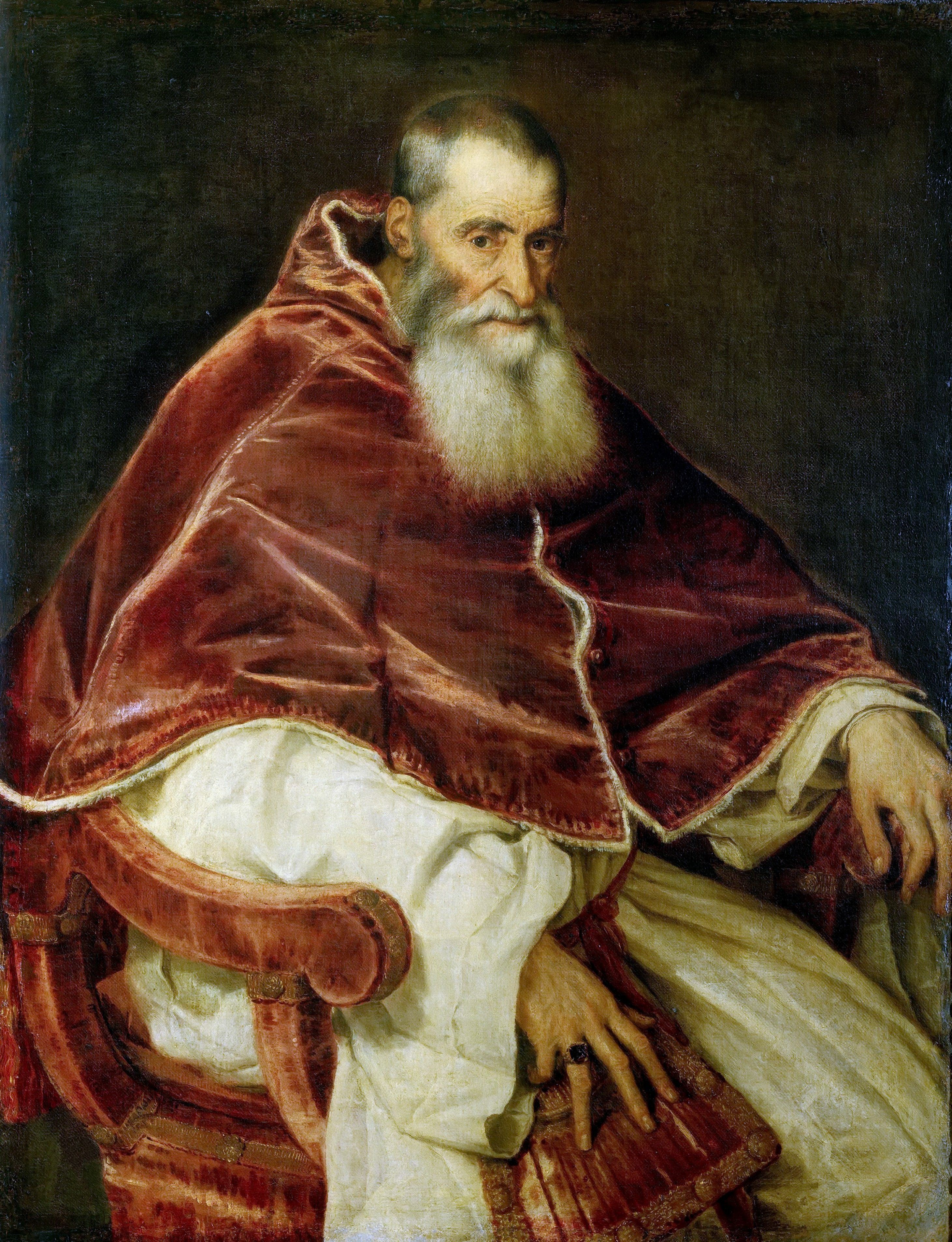
Paul III.
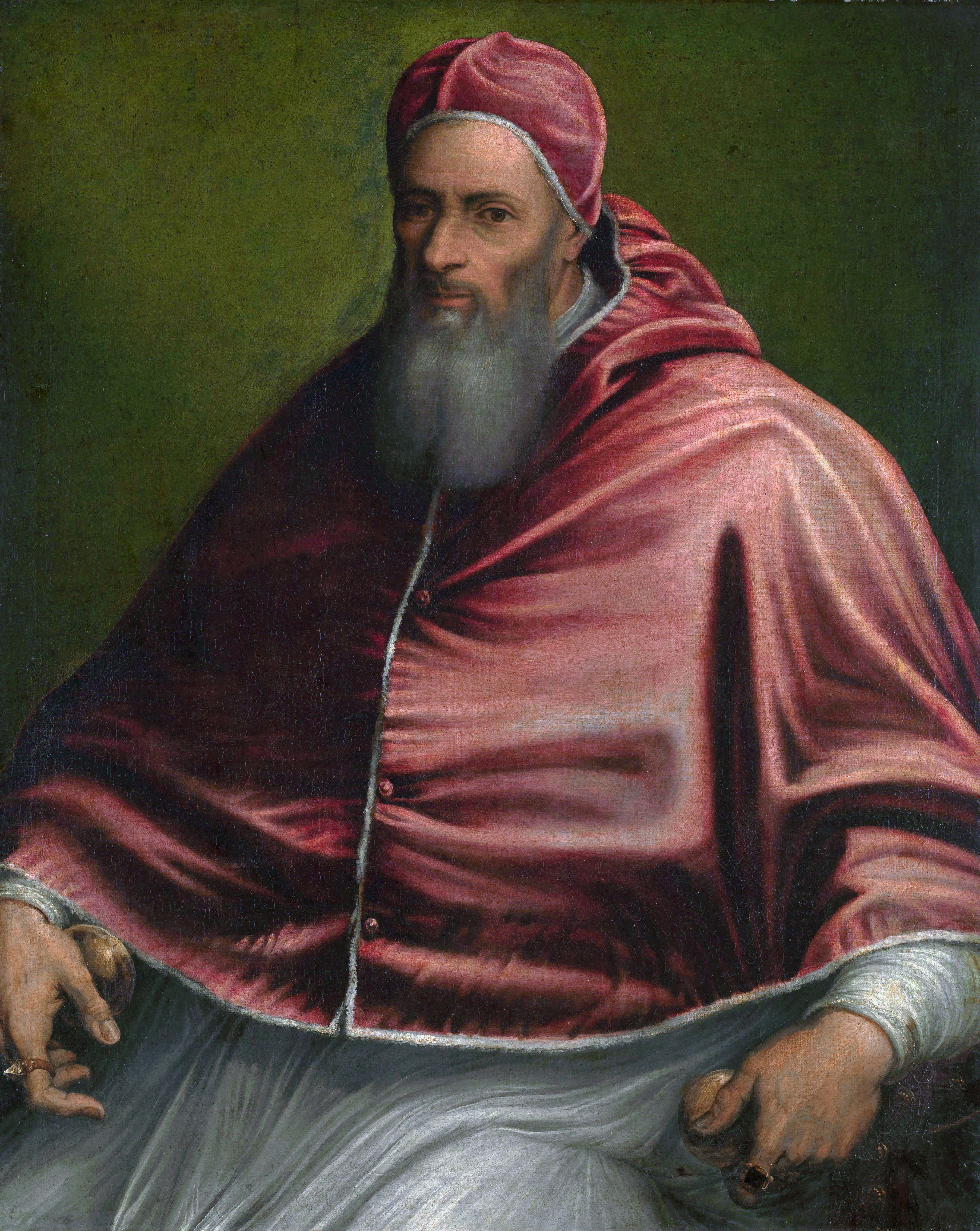
Julius III.
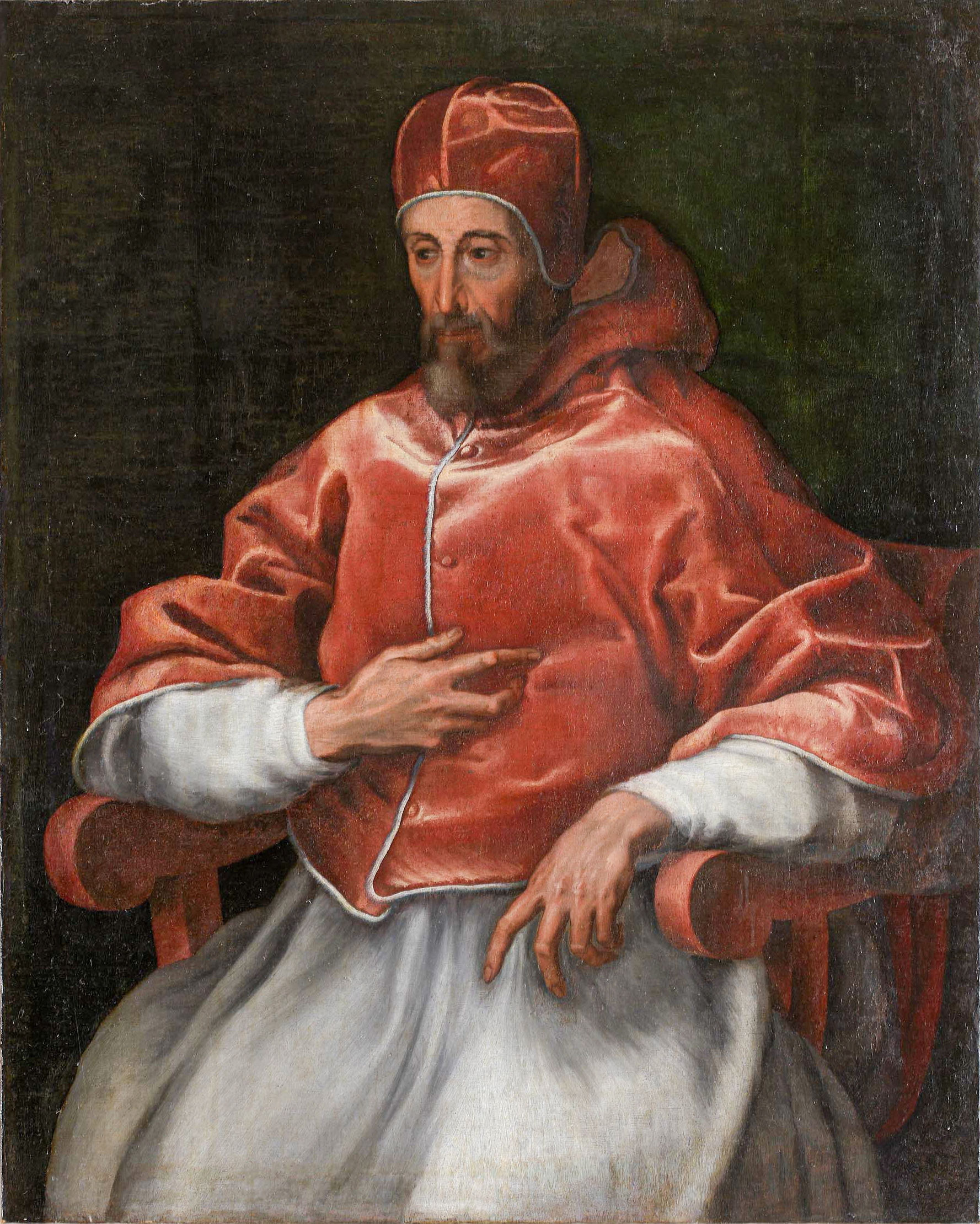
Paul IV.
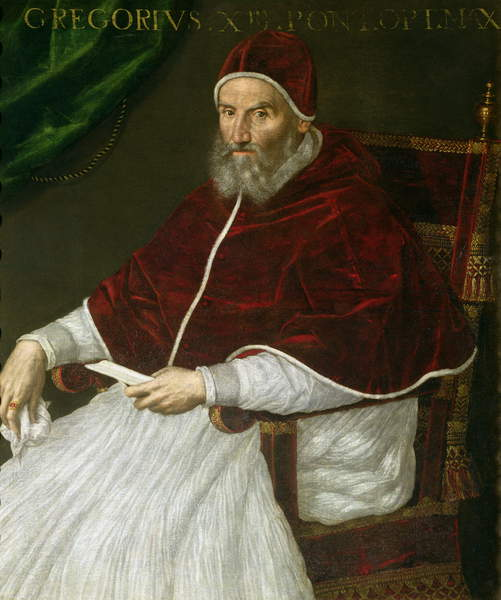
Gregor XIII.
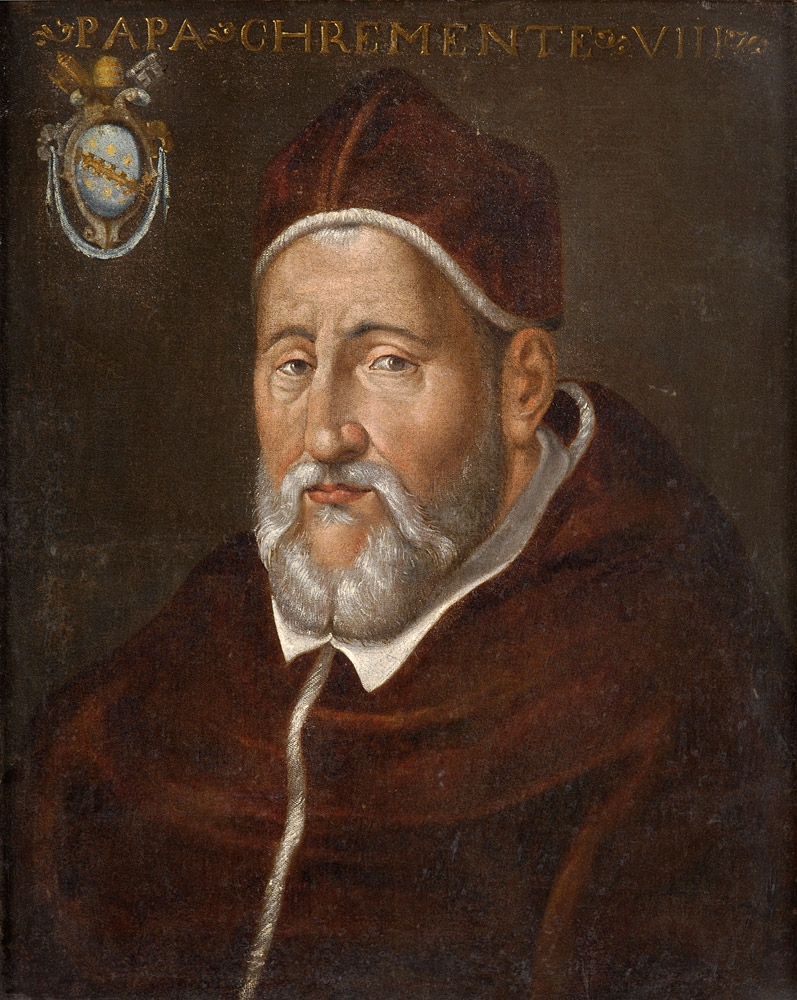
Clemens VIII.
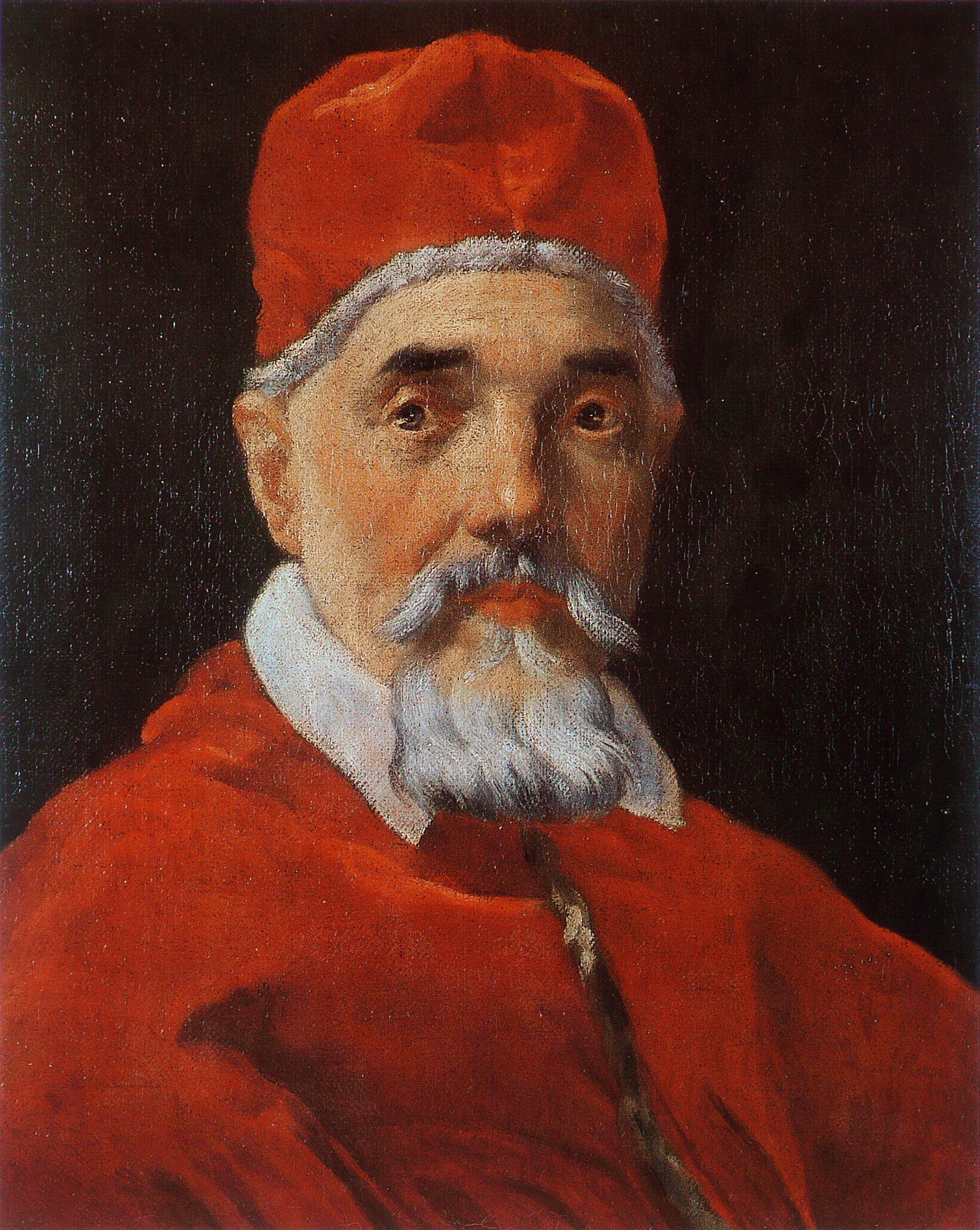
Urban VIII.
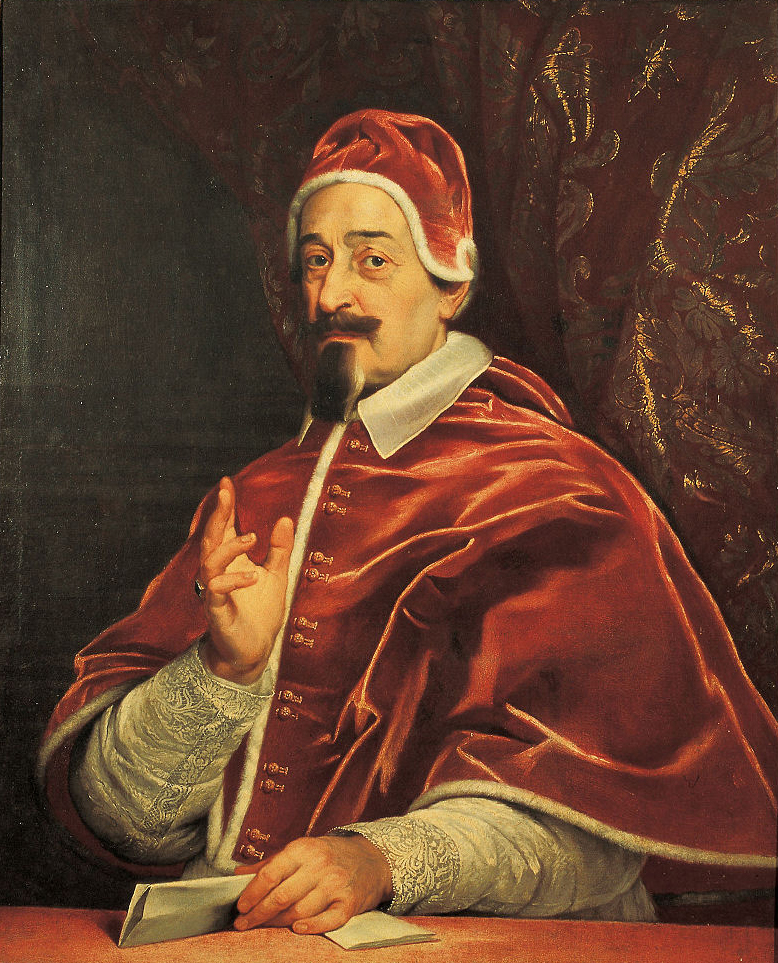
Alexander VII.
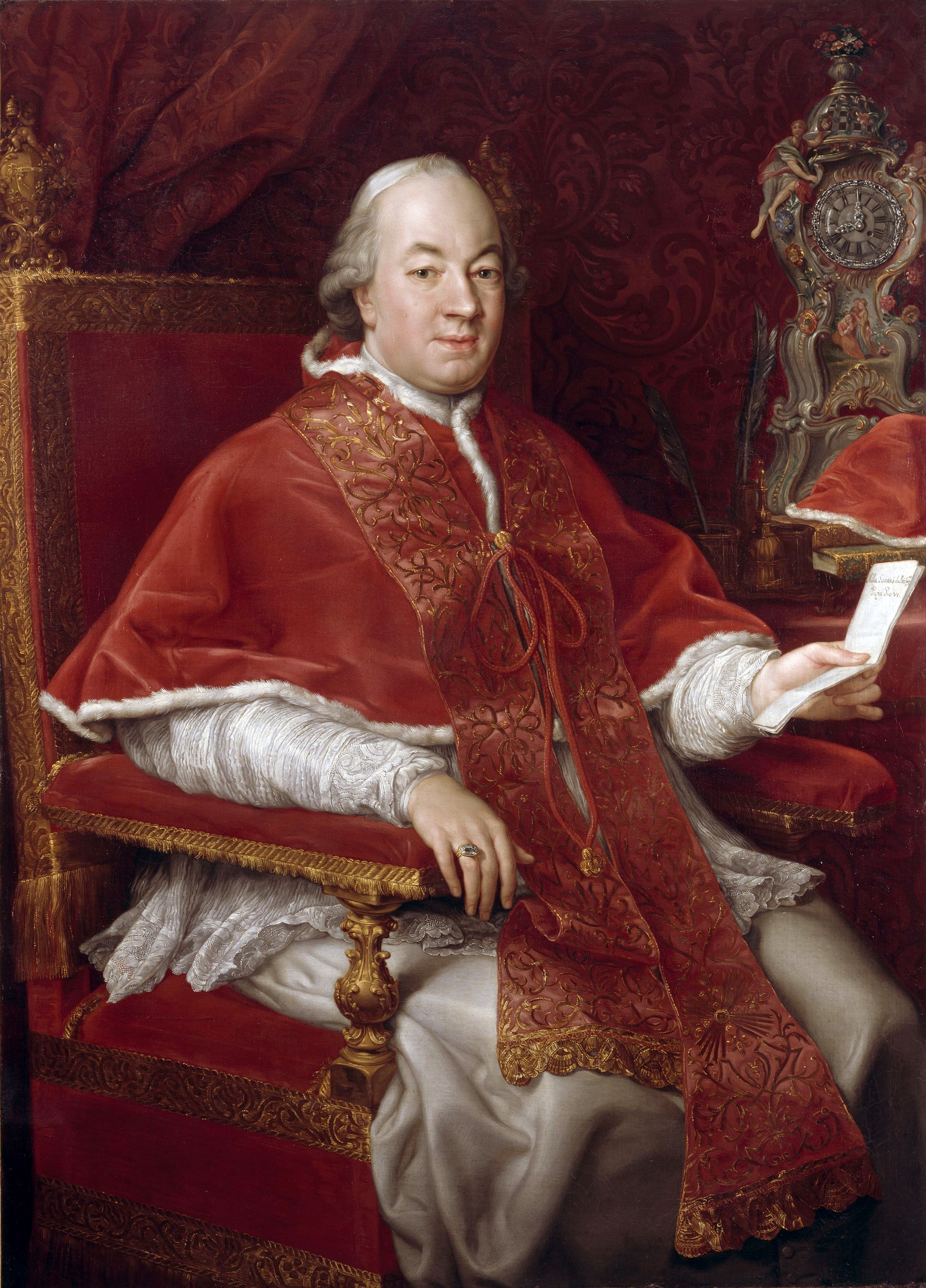
Pius VI.
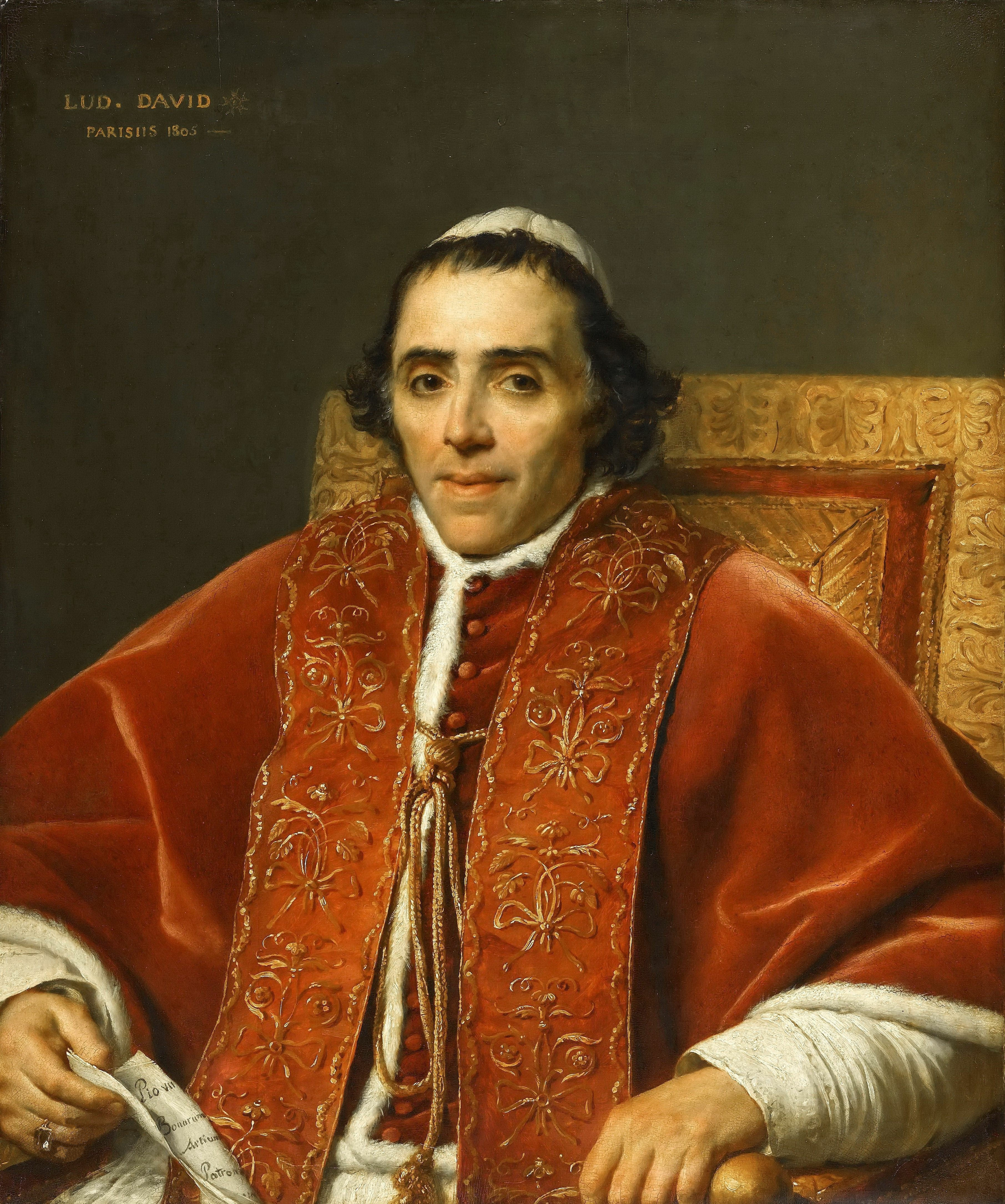
Pius VII.
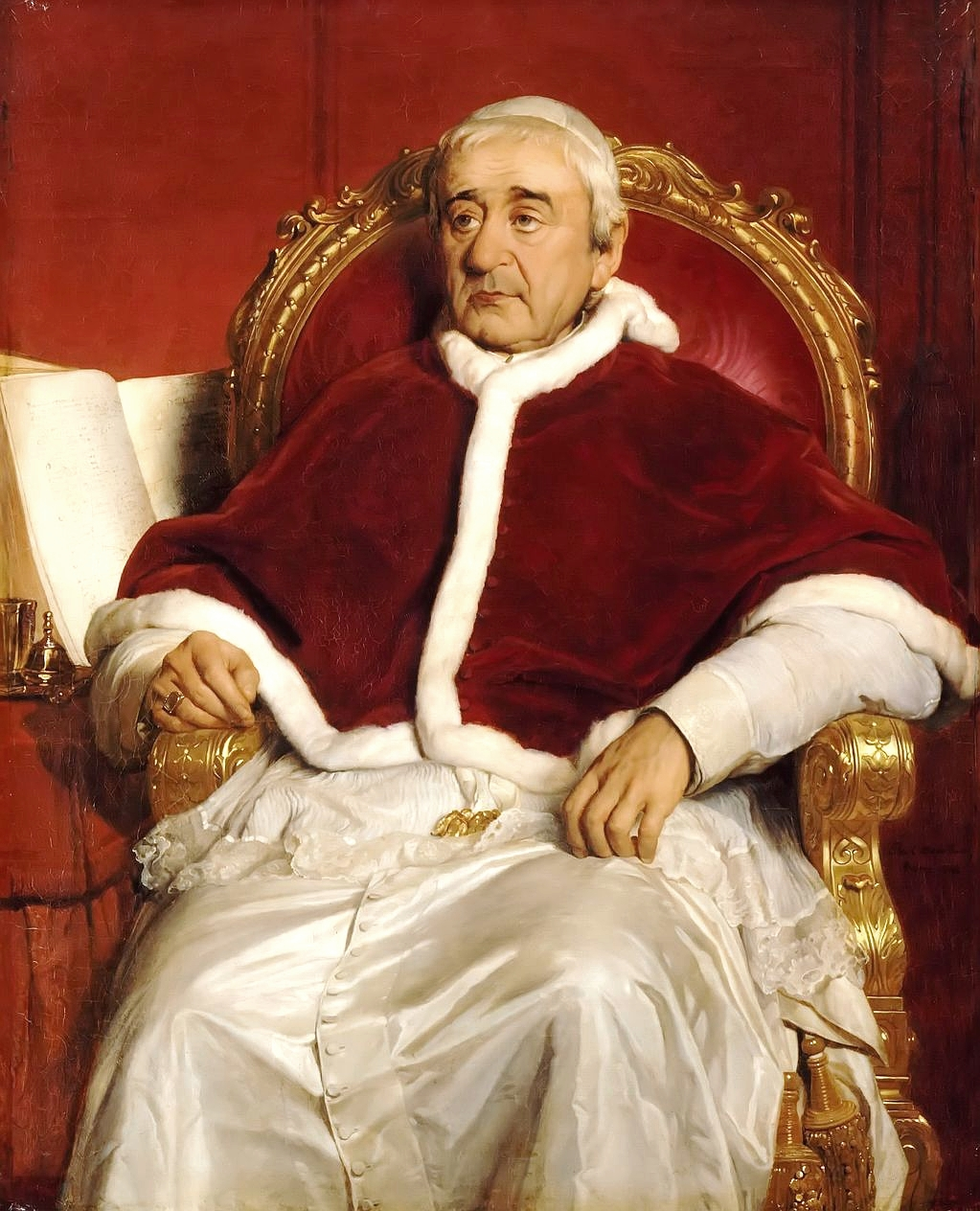
Gregor XVI.
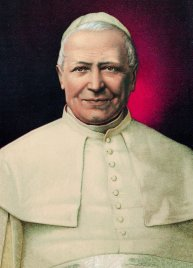
Pius IX.

| Papst Gregor XI. 1370–1378 |                            |                                          |
| Papst Sixtus IV. 1471–1484 |                            |                                          |
| Papst Julius II. 1503–1513 |                            |                                          |
| #vat                       | Bezeichnung                | Jahr                                     |
| 1                          | Päpstliche Schweizergarde  | 1505–1527 1548–1798 1800–1848 1849–heute |
| 2                          | Chiasserzug                | 1510                                     |
| 3                          | kalter Winterzug           | 1511                                     |
| 4                          | Pavierzug                  | 1512                                     |
| Papst Leo X. 1513–1521     |                            |                                          |
| 5                          | Freikorps Urbino           | 1517                                     |
| 6                          | Hilfskorps Leinlackenkrieg | 1521                                     |
| 7                          | Hilfskorps Romagna         | 1521                                     |

| Papst Hadrian VI. 1522–1523   |                        |           |
| Papst Clemens VII. 1523–1534  |                        |           |
| #vat                          | Bezeichnung            | Jahr      |
| 8                             | Regiment Troger        | 1526      |
| Papst Paul III. 1534–1549     |                        |           |
| 9                             | Schweizergarde Bologna | 1542–1849 |
| Papst Julius III. 1550–1555   |                        |           |
| 10                            | Schweizergarde Ravenna | 1550–1796 |
| 11                            | Schweizergarde Perugia | 1550–1556 |
| Papst Paul IV. 1555–1559      |                        |           |
| 12                            | Regiment Lussi         | 1557      |
| Papst Gregor XIII. 1572–1585  |                        |           |
| 13                            | Schweizergarde Avignon | 1573–1790 |
| Papst Clemens VIII. 1592–1605 |                        |           |
| 14                            | Schweizergarde Ferrara | 1598–1796 |

| Papst Urban VIII. 1623–1644                     |                                              |                     |
| #vat                                            | Bezeichnung                                  | Jahr                |
| 15                                              | Schweizergarde Urbino                        | 1631–1796           |
| Papst Alexander VII. 1655–1667 weitere Päpste ? |                                              |                     |
| 16                                              | Weitere Schweizergarden                      | ?                   |
| Papst Gregor XVI. 1831–1846                     |                                              |                     |
| 17                                              | 1. Fremden-Regiment                          | 1832–1849           |
| 18                                              | 2. Fremden-Regiment                          | 1832–1849           |
| Papst Pius IX. 1846–1878                        |                                              |                     |
| 19                                              | 1. Fremden-Regiment                          | 1852–1861           |
| 20                                              | 2. Fremden-Regiment                          | 1855–1861           |
| 21                                              | Fremden-Jägerbataillon Fremden-Jägerregiment | 1860–1868 1868–1870 |

- Gregor XI.
- Sixtus IV.
- Julius II.
- Leo X.
- Hadrian VI.
- Clemens VII.
- Paul III.
- Julius III.
- Paul IV.
- Gregor XIII.
- Clemens VIII.
- Urban VIII.
- Alexander VII.
- Pius VI.
- Pius VII.
- Gregor XVI.
- Pius IX.

## Erste Spuren von Schweizer Söldnern im Dienst der Römischen Kurie
Als 1354 der Basler Hüglin von Schönegg als «serviens armorum» (eine Art Palastwache, die auch für wichtige politische und finanzielle Missionen eingesetzt wurde) aktenkundig wurde, befand sich die Römische Kurie noch im Exil in Avignon. Hüglin begleitete Papst Gregor XI. bei seinem Wiedereinzug in Rom und machte Karriere als erfolgreicher Söldnerführer in päpstlichen Diensten. Sein Wappen und sein steinernes Abbild zieren heute die reformierte Leonhardskirche in Basel. Auf den päpstlichen Soldlisten tauchten im 14. Jahrhundert weitere Geschlechter auf aus dem Gebiet der heutigen Schweiz, darunter beispielsweise die von Toggenburg, von Landenberg und von Moos aus Uri. Dem Trend der Mächtigen der Zeit, sich die Kampfkraft der als unbesiegbar geltenden Schweizer Söldner mit Pensionszahlungen zu sichern, folgte im 15. Jahrhundert auch der Papst mit der Ausrichtung von jährlichen «Gnadengeldern» an die Kantone und an einflussreiche Eidgenossen. Dieses weitverbreitete Pensionenwesen korrumpierte die Tagsatzung derart, dass sie 1503 im «Pensionenbrief» diese Zahlungen, allerdings praktisch wirkungslos, untersagte. Er wurde 1508, da die meisten Kantone ihn nicht ratifizierten, offiziell wieder ausser Kraft gesetzt.

## Leibwächter des Papstes
Vier Jahre nach dem französischen König Ludwig XI. vereinbarte 1478 auch Papst Sixtus IV. (der Auftraggeber der Sixtinischen Kapelle) ein Offensiv- und Defensivbündnis mit den Eidgenossen. Eine Militärkapitulation schlossen diese aber dann nicht mit ihm, sondern 1480 mit Frankreich ab. Papst Julius II., dem Beispiel der französischen Hundertschweizer folgend, stellte 1505 ein Gesuch an die Tagsatzung, ihm die Anwerbung einer Garde – in Kenntnis der Bestimmungen des «Pensionenbriefes» von 1503 wohlweislich – zu seinem persönlichen Schutz zu erlauben. Er setzte die Truppe dann aber sogleich zur Wiedereroberung der abgefallenen Städte Perugia und Bologna ein. Es waren die Anfänge der heute noch bestehenden Päpstlichen Schweizergarde.
| Bezeichnung, Einsatzdauer         | (1vat) Päpstliche Schweizergarde 1505–1527, 1548–1798, 1800–1848, 1852–heute | (1vat) Päpstliche Schweizergarde 1505–1527, 1548–1798, 1800–1848, 1852–heute |
| Jahr, Vertragspartner             | 1505: Die Tagsatzung in Baden entsprach dem Gesuch von Papst Julius II. und bewilligte ihm die Anwerbung von Söldnern «zum Schutze seiner Person und seines Palastes». | 1505: Die Tagsatzung in Baden entsprach dem Gesuch von Papst Julius II. und bewilligte ihm die Anwerbung von Söldnern «zum Schutze seiner Person und seines Palastes». |
| Bestand, Formation                | Eine Kompanie von 150 Mann, an Stelle der geforderten 200. | |
| Herkunft Kader, Truppe            | Aus der Eidgenossenschaft (vor allem Luzern und Zürich), Süddeutschland und angrenzenden Gebieten, angeworben im Auftrage des Papstes vom Kleriker Peter von Hertenstein aus Buonas und von Jakob und Ulrich Fugger aus Augsburg finanziert. (Das Bankhaus Fugger wird 1515 vom Nachfolger Julius’ II., Papst Leo X. aus dem Hause Medici, in den Ländern nördlich und östlich der Alpen mit der Abwicklung des päpstlichen Ablasshandels zur Finanzierung für den Neubau des Petersdoms (1506–1633) in Rom betraut und dafür mit der Hälfte der Einnahmen entschädigt werden.) | |
| Besitzer, Kommandant, Namensgeber | Erster Kommandant wurde der Söldnerführer Kaspar von Silenen. | Erster Kommandant wurde der Söldnerführer Kaspar von Silenen. |
| Einsatz, Ereignisse               | In Konkurrenz zur Werbung der seit 1497 bereits bestehenden französischen Hundertschweizer war es nur durch Kompromisse möglich, einigermassen genügend Freiwillige für den päpstlichen Dienst zu finden. Die Ansprüche an Herkunft und Charakter der Bewerber wurden gelockert. Landesfremde, Zeitgenossen mit zweifelhafter Lebensführung und Kriminelle (darunter ein Raubmörder) fanden Zugang. Selbst der Hauptmann, Kaspar von Silenen, war kein unbeschriebenes Blatt. Er war wegen illegaler Söldnerwerbung gegen den ausdrücklichen Willen der Obrigkeit aus dem Luzerner Rat ausgeschlossen und in Schwyz (in Abwesenheit) sogar zum Tod verurteilt worden. Das neue Kommando verschaffte ihm nun Straferlass und Rehabilitation. Er war damit nicht allein. Im Hochwinter überquerte Silenen mit Gardeleutnant Albrecht Gugelberg aus Arth und 150 Mann die Alpen und betrat zusammen mit Peter von Hertenstein am 22. Januar 1506 durch die Porta del Popolo den Vatikan. Als Gardisten der ersten Stunde sind bekannt: Rudolf Röstli aus Wollerau, die vier St. Galler Ambros Aigen, Matthäus Girtanner, Mathias Becker und Ambros Heggen, Rudolf Grave aus Appenzell, Andreas Schach aus Bischofszell, die drei Gardisten Jakob Rotgerber, Leonhard Stegemann und Gratian Caspar aus Zürich, Jost Stuck aus Glarus, Hans und Jakob Locher aus Basel, Jakob Wyntze aus Freiburg, dann der erste Walliser, Gilli Switzer, sowie Rudolf Rosaby aus Schwyz. Die Schweizergarde hatte den Papst auf Reisen zu begleiten, die Eingänge zu seiner Residenz zu kontrollieren sowie Ehren- und Ordnungsdienste zu leisten. Bereits nach sechs Monaten wurde sie, entgegen dem Versprechen von Julius, zum Kampfeinsatz bei der Wiedereroberung der abgefallenen Städte Perugia und Bologna eingesetzt. Silenen fiel 1517 bei Rimini in einem ähnlichen Kampfeinsatz der Garde. Nach seinem Tod ging das Kommando an den Zürcher Bürgermeister Marx Röist, der sich durch seinen Sohn Kaspar vertreten liess. Der inzwischen protestantische Kaspar Röist hatte 1527 bereits sein Dienstverhältnis aufgelöst, als er durch den Sacco di Roma überrascht wurde. Er deckte erfolgreich den Rückzug von Papst Clemens VII. in die Engelsburg, liess aber, zusammen mit 3/4 seiner Mannschaft (147 von 189 Mann), vor der zügellosen Zerstörungswut der kaiserlichen Landsknechte sein Leben. Die Reste der Garde wurden entlassen oder gingen in der neu gebildeten deutschen Garde auf. 1541 trat Papst Paul III. wieder an die fünf katholischen Innerschweizer Kantone Luzern, Uri, Schwyz, Unterwalden und Zug heran mit dem Vorschlag, je einen Hauptmann zu ernennen, mit ihnen und 800 Mann in den Städten Piacenza, Parma, Bologna, Ravenna, Ancona und Perugia päpstliche Garnisonen zu errichten sowie die Schweizergarde in Rom wieder aufleben zu lassen. Ersteres wurde vorläufig, mit Ausnahme von Bologna 1542 (siehe unten), nicht realisiert. Die Schweizergarde hingegen entstand 1548 neu unter dem Luzerner Patrizier Jost von Meggen, nicht ohne Verstimmung der anderen katholischen Kantone, die in die Verhandlungen nicht einbezogen wurden. Meggen beruhigte die Situation durch die Einteilung der neuen Schweizergarde in je eine Luzerner-, Urner-, Unterwaldner-, Zuger-, Glarner- und Solothurnerwacht. Luzern konnte, trotz wiederholtem Anspruch der anderen Kantone und einmal sogar durch den Papst selber, die Gardehauptmannsstelle für Luzerner Bürger hartnäckig behaupten. Seine Dominanz auch bei den übrigen Vorgesetzten- und Gardistenstellen blieb aber ein Dauerthema mit den übrigen Kantonen. 1798 wurde Papst Pius VI. durch französische Truppen aus Rom vertrieben und die Schweizergarde zum zweiten Mal aufgelöst. 1800 stellte Karl Leodegar Pfyffer von Altishofen für Papst Pius VII. zum dritten Mal die Päpstliche Schweizergarde neu auf. Sie existiert seither, mit einer Sonderbewilligung des Bundesrates, der sie vom Militärstrafgesetz ausnahm, und mit einem kurzen Unterbruch 1849–1852 durch die kurzlebige Römische Republik, als Hauspolizei des Papstes bis heute. Seit 1970 ist sie die einzige militärische Formation des Heiligen Stuhls. Sie wird inzwischen durch zwei Stiftungen aus der Schweiz finanziell unterstützt: seit 2000 die Schweizergarde und ihre Angehörigen und seit 2006 die Renovation ihrer Kaserne. Im Gegensatz zu den Anfängen werden heute ausschliesslich Privatpersonen mit Schweizer Bürgerrecht und tadellosem Leumund als Gardisten aufgenommen. Sie müssen zudem mindestens 1,74 m gross, sportlich, unverheiratet, katholisch, männlich, 19- bis 30-jährig sein und die Berufs- oder Mittelschule sowie die Rekrutenschule der Schweizer Armee abgeschlossen haben. Ihre Galauniform, mit den blau-rot-gelben Farben der Medici der Renaissancezeit nachempfunden, stammt von 1914, der Helm mit hinten und vorne nach oben gezogener Krempe, der Morion, seit 2019 aus dem 3D-Drucker. | In Konkurrenz zur Werbung der seit 1497 bereits bestehenden französischen Hundertschweizer war es nur durch Kompromisse möglich, einigermassen genügend Freiwillige für den päpstlichen Dienst zu finden. Die Ansprüche an Herkunft und Charakter der Bewerber wurden gelockert. Landesfremde, Zeitgenossen mit zweifelhafter Lebensführung und Kriminelle (darunter ein Raubmörder) fanden Zugang. Selbst der Hauptmann, Kaspar von Silenen, war kein unbeschriebenes Blatt. Er war wegen illegaler Söldnerwerbung gegen den ausdrücklichen Willen der Obrigkeit aus dem Luzerner Rat ausgeschlossen und in Schwyz (in Abwesenheit) sogar zum Tod verurteilt worden. Das neue Kommando verschaffte ihm nun Straferlass und Rehabilitation. Er war damit nicht allein. Im Hochwinter überquerte Silenen mit Gardeleutnant Albrecht Gugelberg aus Arth und 150 Mann die Alpen und betrat zusammen mit Peter von Hertenstein am 22. Januar 1506 durch die Porta del Popolo den Vatikan. Als Gardisten der ersten Stunde sind bekannt: Rudolf Röstli aus Wollerau, die vier St. Galler Ambros Aigen, Matthäus Girtanner, Mathias Becker und Ambros Heggen, Rudolf Grave aus Appenzell, Andreas Schach aus Bischofszell, die drei Gardisten Jakob Rotgerber, Leonhard Stegemann und Gratian Caspar aus Zürich, Jost Stuck aus Glarus, Hans und Jakob Locher aus Basel, Jakob Wyntze aus Freiburg, dann der erste Walliser, Gilli Switzer, sowie Rudolf Rosaby aus Schwyz. Die Schweizergarde hatte den Papst auf Reisen zu begleiten, die Eingänge zu seiner Residenz zu kontrollieren sowie Ehren- und Ordnungsdienste zu leisten. Bereits nach sechs Monaten wurde sie, entgegen dem Versprechen von Julius, zum Kampfeinsatz bei der Wiedereroberung der abgefallenen Städte Perugia und Bologna eingesetzt. Silenen fiel 1517 bei Rimini in einem ähnlichen Kampfeinsatz der Garde. Nach seinem Tod ging das Kommando an den Zürcher Bürgermeister Marx Röist, der sich durch seinen Sohn Kaspar vertreten liess. Der inzwischen protestantische Kaspar Röist hatte 1527 bereits sein Dienstverhältnis aufgelöst, als er durch den Sacco di Roma überrascht wurde. Er deckte erfolgreich den Rückzug von Papst Clemens VII. in die Engelsburg, liess aber, zusammen mit 3/4 seiner Mannschaft (147 von 189 Mann), vor der zügellosen Zerstörungswut der kaiserlichen Landsknechte sein Leben. Die Reste der Garde wurden entlassen oder gingen in der neu gebildeten deutschen Garde auf. 1541 trat Papst Paul III. wieder an die fünf katholischen Innerschweizer Kantone Luzern, Uri, Schwyz, Unterwalden und Zug heran mit dem Vorschlag, je einen Hauptmann zu ernennen, mit ihnen und 800 Mann in den Städten Piacenza, Parma, Bologna, Ravenna, Ancona und Perugia päpstliche Garnisonen zu errichten sowie die Schweizergarde in Rom wieder aufleben zu lassen. Ersteres wurde vorläufig, mit Ausnahme von Bologna 1542 (siehe unten), nicht realisiert. Die Schweizergarde hingegen entstand 1548 neu unter dem Luzerner Patrizier Jost von Meggen, nicht ohne Verstimmung der anderen katholischen Kantone, die in die Verhandlungen nicht einbezogen wurden. Meggen beruhigte die Situation durch die Einteilung der neuen Schweizergarde in je eine Luzerner-, Urner-, Unterwaldner-, Zuger-, Glarner- und Solothurnerwacht. Luzern konnte, trotz wiederholtem Anspruch der anderen Kantone und einmal sogar durch den Papst selber, die Gardehauptmannsstelle für Luzerner Bürger hartnäckig behaupten. Seine Dominanz auch bei den übrigen Vorgesetzten- und Gardistenstellen blieb aber ein Dauerthema mit den übrigen Kantonen. 1798 wurde Papst Pius VI. durch französische Truppen aus Rom vertrieben und die Schweizergarde zum zweiten Mal aufgelöst. 1800 stellte Karl Leodegar Pfyffer von Altishofen für Papst Pius VII. zum dritten Mal die Päpstliche Schweizergarde neu auf. Sie existiert seither, mit einer Sonderbewilligung des Bundesrates, der sie vom Militärstrafgesetz ausnahm, und mit einem kurzen Unterbruch 1849–1852 durch die kurzlebige Römische Republik, als Hauspolizei des Papstes bis heute. Seit 1970 ist sie die einzige militärische Formation des Heiligen Stuhls. Sie wird inzwischen durch zwei Stiftungen aus der Schweiz finanziell unterstützt: seit 2000 die Schweizergarde und ihre Angehörigen und seit 2006 die Renovation ihrer Kaserne. Im Gegensatz zu den Anfängen werden heute ausschliesslich Privatpersonen mit Schweizer Bürgerrecht und tadellosem Leumund als Gardisten aufgenommen. Sie müssen zudem mindestens 1,74 m gross, sportlich, unverheiratet, katholisch, männlich, 19- bis 30-jährig sein und die Berufs- oder Mittelschule sowie die Rekrutenschule der Schweizer Armee abgeschlossen haben. Ihre Galauniform, mit den blau-rot-gelben Farben der Medici der Renaissancezeit nachempfunden, stammt von 1914, der Helm mit hinten und vorne nach oben gezogener Krempe, der Morion, seit 2019 aus dem 3D-Drucker. |

1510, bei der Erneuerung des Bündnisses mit der Eidgenossenschaft, ging es Julius II. um den Erhalt und Ausbau seiner politischen Stellung unter den Mächten Europas, um die Position als Kirchenstaat in den Italienischen Kriegen.

## Trotz mühsamem Start eine erfolgreiche militärische Beziehung
Er setzte dazu den Bischof von Sitten ein, Matthäus Schiner. Die Ausgangslage war günstig. König Ludwig XII. war mit Sold- und Pensionszahlungen im Rückstand und liess öfters vertragswidrig direkt (billigere) Schweizer Söldner ohne Kapitulation oder sogar (günstigere) deutsche Landsknechte anwerben. Die Missstimmung gegen den französischen König war greifbar. Schiner gelang es, die Eidgenossen 1509 von der Erneuerung des Bündnisses mit Frankreich abzuhalten und ein Jahr später den Vertrag mit dem Papst um fünf Jahre zu verlängern. 1511 vermochte er sie sogar zum Eintritt in die gegen Frankreich gerichtete Heilige Liga zu bewegen. Dank der Eidgenossen gelang es der Liga, die Franzosen vorerst aus Italien zu vertreiben. Es brachte ihnen den päpstlichen Ehrentitel «Beschützer der Freiheit der christlichen Kirche», einen Herzogshut, zwei kostbare päpstliche Banner, ein goldenes Schwert und jedem Kontingent sein eigenes Banner sowie Schiner den ersten Kardinalshut eines Schweizers ein.
| Bezeichnung, Einsatzdauer         | (2vat) Chiasserzug 1510 | (2vat) Chiasserzug 1510 |
| Jahr, Vertragspartner             | 1510: Bündnisvertrag der Eidgenossen mit Papst Julius II. | 1510: Bündnisvertrag der Eidgenossen mit Papst Julius II. |
| Bestand, Formation                | 6'000 Mann. | |
| Herkunft Kader, Truppe            | Aus den 12 Orten und den zugewandten Orten. | |
| Besitzer, Kommandant, Namensgeber | Landammann Walter Imhof aus Uri. | |
| Einsatz, Ereignisse               | Nach dem Abschluss des Bündnisses 1510 mit den Eidgenossen hatte Papst Julius II. sogleich 6'000 Mann angefordert. Angeblich sollten sie dem Schutz des Papstes dienen. Seine Absichten gingen jedoch gegen den abtrünnigen Herzog von Ferrara und dessen Bundesgenossen im Piemont, Frankreich. Die Tagsatzung entsprach dem Begehren und bot die Truppe zur Versammlung in Martigny auf, wo sich schliesslich 8'000 Mann einfanden. Der Kriegsrat bestimmte Imhof zum Anführer, während der Heerhaufen über den Grossen-St.-Bernhard-Pass ins Aostatal marschierte. Noch vor Ivrea wurde er jedoch vom Herzog von Savoyen gestoppt. Herzog Karl III. wollte den Konflikt mit Frankreich vermeiden und konnte mit seiner Sperrtruppe, Worten und Geld (!) den Durchzug über sein Gebiet verhindern. Da ein französischer Angriff auf Bellinzona gemeldet wurde, machte das eidgenössische Aufgebot kehrt und zog durch das Wallis und den Nufenenpass ins Tessin. Die Franzosen kämpften in Kleinkriegstaktik und verhinderten systematisch die Versorgung der eidgenössischen Truppe. Über Ponte Tresa und Varese vor Chiasso angelangt, erreichte den halb verhungerten Zug endlich der Rückruf der Tagsatzung. Frankreichs Ludwig XII. und Kaiser Maximilian I. hatten für den nötigen politischen Druck gesorgt. Der Feldzug wurde ohne Ergebnis abgebrochen und ging als «Chiasserzug» in die Geschichte ein. Der enttäuschte Papst Julius II. weigerte sich anschliessend erzürnt, den Sold gemäss Bündnisvertrag zu bezahlen. | Nach dem Abschluss des Bündnisses 1510 mit den Eidgenossen hatte Papst Julius II. sogleich 6'000 Mann angefordert. Angeblich sollten sie dem Schutz des Papstes dienen. Seine Absichten gingen jedoch gegen den abtrünnigen Herzog von Ferrara und dessen Bundesgenossen im Piemont, Frankreich. Die Tagsatzung entsprach dem Begehren und bot die Truppe zur Versammlung in Martigny auf, wo sich schliesslich 8'000 Mann einfanden. Der Kriegsrat bestimmte Imhof zum Anführer, während der Heerhaufen über den Grossen-St.-Bernhard-Pass ins Aostatal marschierte. Noch vor Ivrea wurde er jedoch vom Herzog von Savoyen gestoppt. Herzog Karl III. wollte den Konflikt mit Frankreich vermeiden und konnte mit seiner Sperrtruppe, Worten und Geld (!) den Durchzug über sein Gebiet verhindern. Da ein französischer Angriff auf Bellinzona gemeldet wurde, machte das eidgenössische Aufgebot kehrt und zog durch das Wallis und den Nufenenpass ins Tessin. Die Franzosen kämpften in Kleinkriegstaktik und verhinderten systematisch die Versorgung der eidgenössischen Truppe. Über Ponte Tresa und Varese vor Chiasso angelangt, erreichte den halb verhungerten Zug endlich der Rückruf der Tagsatzung. Frankreichs Ludwig XII. und Kaiser Maximilian I. hatten für den nötigen politischen Druck gesorgt. Der Feldzug wurde ohne Ergebnis abgebrochen und ging als «Chiasserzug» in die Geschichte ein. Der enttäuschte Papst Julius II. weigerte sich anschliessend erzürnt, den Sold gemäss Bündnisvertrag zu bezahlen. |

| Bezeichnung, Einsatzdauer         | (3vat) Kalter Winterzug 1511 | (3vat) Kalter Winterzug 1511 |
| Jahr, Vertragspartner             | 1511: Einseitiger Entscheid der Eidgenossen. Papst Julius II. übernahm nachträglich die Kosten. | 1511: Einseitiger Entscheid der Eidgenossen. Papst Julius II. übernahm nachträglich die Kosten. |
| Bestand, Formation                | 10'000 Mann. | |
| Herkunft Kader, Truppe            | Aus den 12 Orten und den zugewandten Orten. | |
| Besitzer, Kommandant, Namensgeber | Kriegsrat der Hauptleute der verschiedenen Kontingente. Für Freiburgs 500 Mann und 6 Geschütze war beispielsweise Schultheiss Peter Falk zuständig. | |
| Einsatz, Ereignisse               | Der Feldzug im Winter wurde durch die Ermordung zweier eidgenössischer Staatsläufer ausgelöst. Beim Rückzug vom ennetbirgischen Chiasserzug 1510 wurden drei offizielle eidgenössische Läufer (Boten) vom französischen Kommandanten des Schlosses Lugano gefangen und festgesetzt. Der Berner konnte nach Monaten entkommen, vom Schwyzer und Freiburger wurde der eine erstochen, der andere ertränkt. Die Empörung der Eidgenossen, besonders in Schwyz, war gross. Obwohl die Tagsatzung die Wogen zu glätten versuchte, zogen 10'000 Mann ziemlich ungeordnet über den Gotthard zum Sammelplatz Varese. Das schlechte Wetter, Geldmangel, Disziplinlosigkeit und insbesondere die Kleinkriegstaktik der Franzosen verhinderten jedoch eine geordnete Kriegsführung. Der Feldzug wurde ergebnislos vor Mailand abgebrochen. Die Zügellosigkeit der eidgenössischen Truppe war bereits nicht mehr zu kontrollieren. Plündernd, brandschatzend und mordend zog der wilde Heerhaufen wieder zurück über die Alpen nach Hause. | Der Feldzug im Winter wurde durch die Ermordung zweier eidgenössischer Staatsläufer ausgelöst. Beim Rückzug vom ennetbirgischen Chiasserzug 1510 wurden drei offizielle eidgenössische Läufer (Boten) vom französischen Kommandanten des Schlosses Lugano gefangen und festgesetzt. Der Berner konnte nach Monaten entkommen, vom Schwyzer und Freiburger wurde der eine erstochen, der andere ertränkt. Die Empörung der Eidgenossen, besonders in Schwyz, war gross. Obwohl die Tagsatzung die Wogen zu glätten versuchte, zogen 10'000 Mann ziemlich ungeordnet über den Gotthard zum Sammelplatz Varese. Das schlechte Wetter, Geldmangel, Disziplinlosigkeit und insbesondere die Kleinkriegstaktik der Franzosen verhinderten jedoch eine geordnete Kriegsführung. Der Feldzug wurde ergebnislos vor Mailand abgebrochen. Die Zügellosigkeit der eidgenössischen Truppe war bereits nicht mehr zu kontrollieren. Plündernd, brandschatzend und mordend zog der wilde Heerhaufen wieder zurück über die Alpen nach Hause. |

Das Heer der Heiligen Liga (Papst, Aragon, Venedig) hatte bei Ravenna im gleichen Jahr gegen Frankreich eine verheerende Niederlage erlitten. Dies veranlasste den Papst zur Übernahme der Kosten des «kalten Winterzuges» und zu grosszügigen Soldversprechen. Die Entrüstung der offiziellen Eidgenossenschaft gegen Frankreich stieg dadurch nochmals erheblich an.
| Bezeichnung, Einsatzdauer         | (4vat) Pavierzug 1512 | (4vat) Pavierzug 1512 |
| Jahr, Vertragspartner             | 1512, Bündnisvertrag der Eidgenossen mit Papst Julius II. von 1510. | 1512, Bündnisvertrag der Eidgenossen mit Papst Julius II. von 1510. |
| Bestand, Formation                | Hilfskorps von 6'000 Mann. Am Sammelplatz in Verona strömten jedoch 20'000 Mann zusammen, was noch während den Kriegshandlungen zu Auseinandersetzungen wegen der Soldauszahlungen führte. | |
| Herkunft Kader, Truppe            | Aus den 12 Orten und den zugewandten Orten. Den kantonalen Kontingenten liefen unterwegs laufend Freiwillige zu. Die Berner wurden vom Schultheissensohn Burkhard von Erlach, die Freiburger von Schultheiss Peter Falk, die Zürcher von Ratsherr Jakob Stapfer und die Glarner von Heinrich Hässi geführt. | |
| Besitzer, Kommandant, Namensgeber | In Trient wurde der Zürcher Freiherr Ulrich von Hohensax zum Heerführer gewählt. Den Oberbefehl über die päpstlichen Truppen führte Kardinal Matthäus Schiner. | |
| Einsatz, Ereignisse               | Die Tagsatzung beschloss, auf Anfang Mai in Chur 12'000 Mann zusammenzuziehen, die sich dann durchs Engadin, den Ofenpass und das Etschtal nach Verona verschoben. Durch laufenden Zulauf von Freiwilligen wuchs das Hilfskorps dabei auf 20'000 Mann an. Die päpstliche Geldversorgung, auf einen Sollbestand von 6'000 Mann ausgerichtet, geriet in Schwierigkeiten, die schon während des Auszugs begannen und sich nach dem Feldzug in längeren amtlichen Korrespondenzen fortsetzte. Der französische Oberkommandierende Jacques II. de Chabannes, Seigneur de La Palice, durch die schwankende Politik seines Königs Ludwig XII. eingeschränkt, war gezwungen, das Gesetz des Handelns dem Gegner zu überlassen. Er musste sich darauf beschränken, Festungen wie Brescia, Bergamo, Peschiera, Legnano, Cremona und Pavia zu verstärken. In Villafranca di Verona vereinigte sich das eidgenössische Korps mit den Truppen der Heiligen Liga (1'750 Reiter, 5'500 Infanteristen, mehr als 60 Geschütze). Dann begann der fast ungehinderte Vormarsch nach Westen gegen den laufend zurückweichenden französischen Gegner bis vor Pavia. Cremona konnte sich mit einem «Abstandsgeld» von 40'000 Dukaten an Schiner seine Unversehrtheit erkaufen, was die Eidgenossen nicht wenig erzürnte, die sich sonst mit hemmungslosen Plünderungen nicht zurückhielten. Nach dreitägigem Artilleriebeschuss wurden die Stadt und die Zitadelle von Pavia erobert und die französische Besatzung über die Brücke über den Ticino in die Flucht getrieben. Pavia konnte sich dabei mit einer Zahlung von 50'000 Dukaten (ein Monatssold) von der Plünderung freikaufen. Auf dem Rückzug nach Alessandria, das sie dann aber nicht aufnahm, was sie zum Weitermarsch nach Frankreich zwang, desertierten die 1'500 deutschen Landsknechte der französischen Besatzung. Die verfolgenden Eidgenossen machten unter den Verbliebenen keine Gefangenen, sondern machten alle nieder, die ihnen in die Finger kamen. Sie wüteten auch anderswo: in Mailand soll eine Schar von Freiwilligen den Goldsarg des Herzogs von Nemours aus dem Dom auf die Wälle der Zitadelle geschleift, ihn in Beuteteile zerstückelt und den Leichnam liegen gelassen haben, was einiges Aufsehen erregte. In Alessandria lebten die Eidgenossen in Saus und Braus und wurden vom Papst Julius II. mit Geschenken überhäuft. Kardinal Schiner übergab ihnen ein goldenes Schwert, einen prächtigen Herzogshut (beide verschollen), zwei päpstliche Banner (Juliuspanner), jedem beteiligten Kontingent ein eigenes Banner und den Eidgenossen den Ehrentitel «Beschützer der Freiheit der christlichen Kirche». Doch bald zwangen Mangel an Geld und Lebensmitteln sowie die Sommerhitze in der sumpfigen Gegend mit ausbrechenden Krankheiten Hohensax zum Abbruch des Feldzuges und zur offiziellen Entlassung des eidgenössischen Hilfskorps. Die Eidgenossen trafen nach drei Monaten gegen Ende Juli, die einen über den Grossen St. Bernhard Pass, die anderen über den Gotthard und die Bündner Pässe, wieder zu Hause ein. Soldansprüche wurden nur von Feldzugteilnehmern anerkannt, die an der offiziellen Entlassung anwesend waren. Kein gutes Zeichen für die eidgenössische Heeresdisziplin. | Die Tagsatzung beschloss, auf Anfang Mai in Chur 12'000 Mann zusammenzuziehen, die sich dann durchs Engadin, den Ofenpass und das Etschtal nach Verona verschoben. Durch laufenden Zulauf von Freiwilligen wuchs das Hilfskorps dabei auf 20'000 Mann an. Die päpstliche Geldversorgung, auf einen Sollbestand von 6'000 Mann ausgerichtet, geriet in Schwierigkeiten, die schon während des Auszugs begannen und sich nach dem Feldzug in längeren amtlichen Korrespondenzen fortsetzte. Der französische Oberkommandierende Jacques II. de Chabannes, Seigneur de La Palice, durch die schwankende Politik seines Königs Ludwig XII. eingeschränkt, war gezwungen, das Gesetz des Handelns dem Gegner zu überlassen. Er musste sich darauf beschränken, Festungen wie Brescia, Bergamo, Peschiera, Legnano, Cremona und Pavia zu verstärken. In Villafranca di Verona vereinigte sich das eidgenössische Korps mit den Truppen der Heiligen Liga (1'750 Reiter, 5'500 Infanteristen, mehr als 60 Geschütze). Dann begann der fast ungehinderte Vormarsch nach Westen gegen den laufend zurückweichenden französischen Gegner bis vor Pavia. Cremona konnte sich mit einem «Abstandsgeld» von 40'000 Dukaten an Schiner seine Unversehrtheit erkaufen, was die Eidgenossen nicht wenig erzürnte, die sich sonst mit hemmungslosen Plünderungen nicht zurückhielten. Nach dreitägigem Artilleriebeschuss wurden die Stadt und die Zitadelle von Pavia erobert und die französische Besatzung über die Brücke über den Ticino in die Flucht getrieben. Pavia konnte sich dabei mit einer Zahlung von 50'000 Dukaten (ein Monatssold) von der Plünderung freikaufen. Auf dem Rückzug nach Alessandria, das sie dann aber nicht aufnahm, was sie zum Weitermarsch nach Frankreich zwang, desertierten die 1'500 deutschen Landsknechte der französischen Besatzung. Die verfolgenden Eidgenossen machten unter den Verbliebenen keine Gefangenen, sondern machten alle nieder, die ihnen in die Finger kamen. Sie wüteten auch anderswo: in Mailand soll eine Schar von Freiwilligen den Goldsarg des Herzogs von Nemours aus dem Dom auf die Wälle der Zitadelle geschleift, ihn in Beuteteile zerstückelt und den Leichnam liegen gelassen haben, was einiges Aufsehen erregte. In Alessandria lebten die Eidgenossen in Saus und Braus und wurden vom Papst Julius II. mit Geschenken überhäuft. Kardinal Schiner übergab ihnen ein goldenes Schwert, einen prächtigen Herzogshut (beide verschollen), zwei päpstliche Banner (Juliuspanner), jedem beteiligten Kontingent ein eigenes Banner und den Eidgenossen den Ehrentitel «Beschützer der Freiheit der christlichen Kirche». Doch bald zwangen Mangel an Geld und Lebensmitteln sowie die Sommerhitze in der sumpfigen Gegend mit ausbrechenden Krankheiten Hohensax zum Abbruch des Feldzuges und zur offiziellen Entlassung des eidgenössischen Hilfskorps. Die Eidgenossen trafen nach drei Monaten gegen Ende Juli, die einen über den Grossen St. Bernhard Pass, die anderen über den Gotthard und die Bündner Pässe, wieder zu Hause ein. Soldansprüche wurden nur von Feldzugteilnehmern anerkannt, die an der offiziellen Entlassung anwesend waren. Kein gutes Zeichen für die eidgenössische Heeresdisziplin. |

Vorerst war Frankreich aus Italien vertrieben. Aber König Ludwig XII. gab seine Pläne nicht auf, und als im nächsten Jahr Venedig (nach dem Tod von Papst Julius II.) die Fronten wechselte, fiel erneut ein französisches Heer in die Lombardei ein. Herzog Massimiliano Sforza musste aus Mailand flüchten und zog sich mit einer Söldnertruppe von 4'000 Schweizern nach Novara zurück.

## Eidgenössische Grossmachtgelüste führen zum «Seitensprung» mit dem Papst… und enden im Protektorat Frankreichs
Die Eidgenossen betrachteten sich inzwischen als Schutzmacht Sforzas und sandten ihm ein Hilfskorps als Verstärkung. Mit dessen Einsatz konnte Massimiliano Sforza das französische Aufgebot unter Feldherr Louis II. de La Trémoille in der Schlacht bei Novara 1513 in die Flucht schlagen. Die Eidgenossen machten die gegnerischen Landsknechte gnadenlos nieder, waren aber, ohne Reiterei, nicht in der Lage, die Flüchtenden zu verfolgen. Sie erbeuteten jedoch die Kanonen der französischen Artillerie.
Nun waren es die Eidgenossen, die Massimiliano Sforza offiziell wieder als Herzog über das Herzogtum Mailand einsetzten.
Sie liessen es auch nicht bei den «offenen Rechnungen» mit Frankreich bewenden und unternahmen noch 1513 einen Beutezug ins reiche Burgund nach Dijon. Die Belagerung der Stadt brachen sie erst nach der Vereinbarung einer hohen Lösegeldsumme ab, deren Zahlung Frankreich dann allerdings schuldig blieb.
1514 kam es zur Erneuerung des Bündnisses mit Papst Leo X., dem Nachfolger des im Vorjahr verstorbenen Julius II., mit den Dreizehn Orten der Eidgenossenschaft, den sieben Zehnden des Wallis und den Drei Bünden. Die Dauer wurde auf die Lebenszeit Leos plus ein Jahr festgelegt. Eingeschlossen in die Vereinbarung waren auch das Haus Medici aus Florenz und der Doge von Genua, Ottaviano Campofregoso.
Papst Leo X. sagte darin zu:
- die Eidgenossen über andere Bündnisse zu informieren, sie vorzubehalten und ihnen den Beitritt auszubedingen;
- ihnen bei Bedarf auf seine Kosten mit 500 Kürassieren zu Hilfe zu eilen, ausser er sei selber durch hohe Herren bedroht. Das Hilfsversprechen galt für die Vertragspartner und zusätzlich die Städte St. Gallen, Biel und Mülhausen sowie die Landschaft Saanen;
- eine jährliche Zahlung im Voraus von 2'000 Rheinischen Gulden an jeden Vertragspartner;
- Bestätigung der vom Heiligen Stuhl erhaltenen kirchlichen Privilegien.

Die eidgenössische Seite versprach:

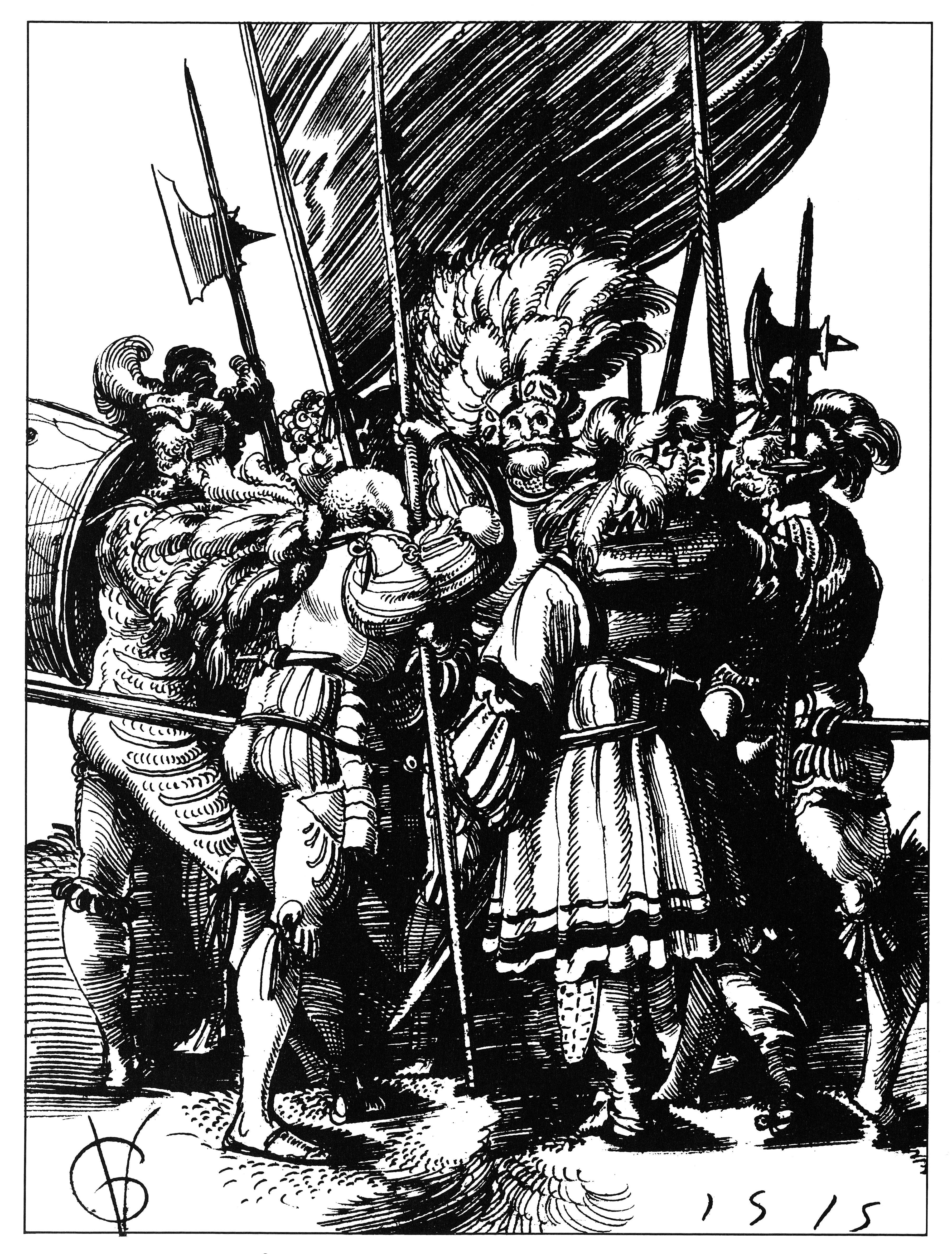
Eidgenössischer Kriegsrat
vom Zeitzeugen Urs Graf

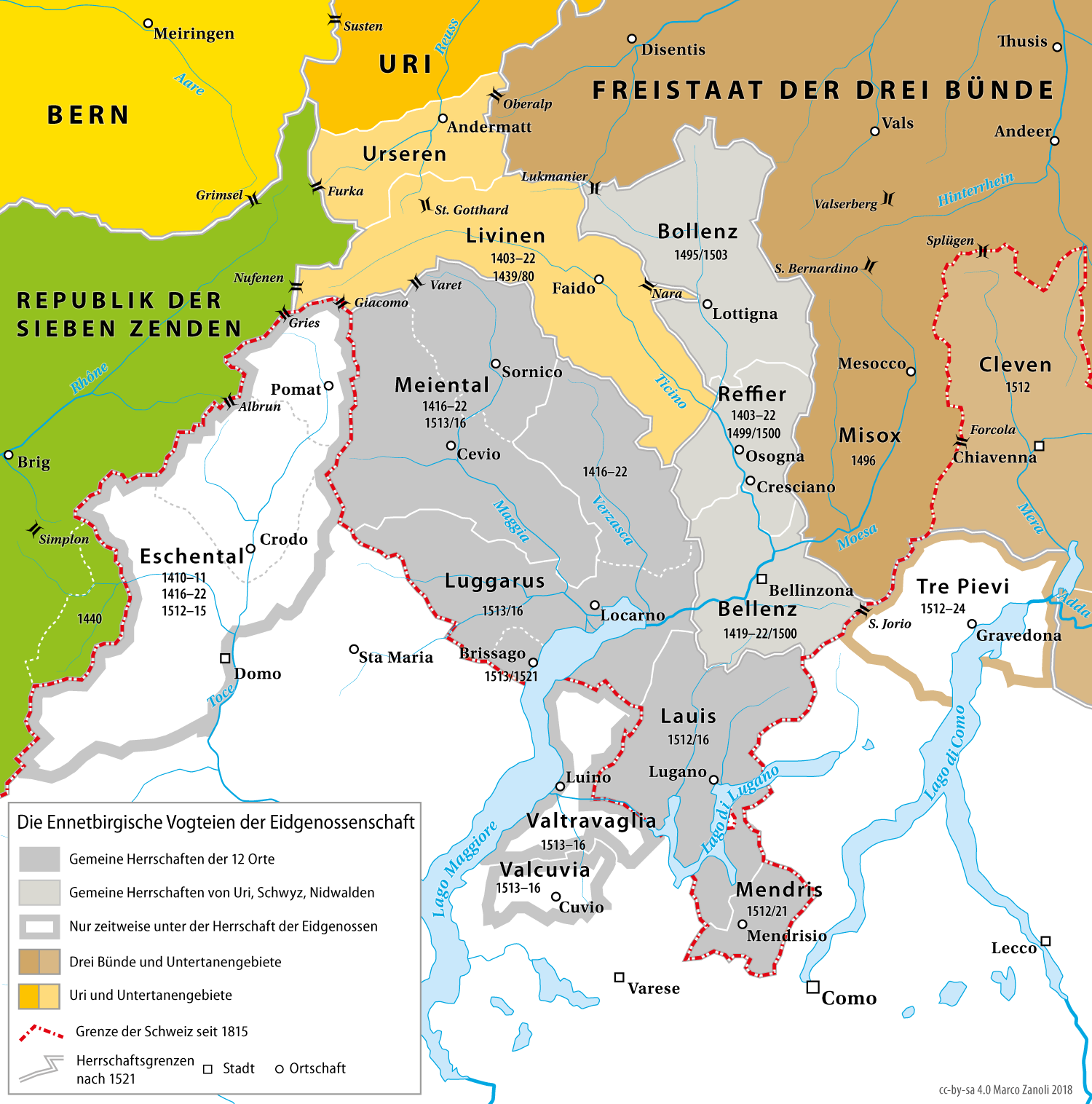

- ohne Vorbehalt und Einschluss «Seiner Heiligkeit» in keine Verbindung mit einem König, Fürsten, Herrn oder Potentaten einzutreten;
- den Feinden des Papstes und der Kirche keinen «durchgang, hilf, gunst, uffenthalt, noch einigen underschlouf oder durchzug zu gestatten»;
- eigene Söldner vom Dienst der Feinde des Papstes abzuhalten und daraus heimzurufen;
- dem Papst auf Verlangen gegen jedermann 12'000 Mann zuzuführen, vorbehalten des Eigenbedarfs;

Es folgten noch weitere neun Artikel, die sehr ausführlich die Höhe, Dauer, Bedingungen und Verpflichtungen für die finanziellen Zahlungen des Papstes und seiner Seite für die Pensionen und Soldansprüche regelten (kein Geld, keine Schweizer).
Das Selbstbewusstsein der Eidgenossen, sich auf Augenhöhe fühlend im Konzert der Mächtigen, nahm Formen an. Die aufkeimenden Grossmachtgelüste wurden 1515 in der Schlacht bei Marignano dann aber jäh zerstört.
König Franz I., der Nachfolger von Ludwig XII., weichte die anrückende eidgenössische Front mit «finanziellen Argumenten» auf: Bern, Solothurn und Freiburg zogen ab. An Stelle des erkrankten Hohensax führte Kardinal Schiner die restlichen Eidgenossen in die Schlacht: am linken Flügel die Basler und Luzerner, im Zentrum die Innerschweizer und rechts die Zürcher.
Franz I. verabreichte diesem Restaufgebot der Eidgenossen, im modernen Kampf der verbundenen Waffen (Infanterie, Kavallerie und Artillerie) gegen die veraltete Taktik des Gewalthaufens, eine katastrophale Niederlage mit aussergewöhnlich hohen Verlusten.
Nun war wieder Frankreich Herr über das Herzogtum Mailand, und die Eidgenossen hatten einen Denkzettel verpasst bekommen, den sie nicht so schnell wieder vergessen würden.
Der weit- und nachsichtige französische Sieger Franz I. jedoch, an wichtigeren Fronten unter Druck, schloss 1516 in Freiburg i. Ü. einen «Ewigen Frieden» mit den unterlegenen Eidgenossen ab. Alle früheren Feindschaften wurden aufgehoben und für künftige Konflikte ein Schiedsgericht vorgesehen. Den Eidgenossen wurden ihre ennetbirgischen Eroberungen, mit Ausnahme des Eschentals, belassen. Als Kriegsentschädigung zahlte Franz I. zudem 700'000 Kronen an die Dreizehn Orte der Eidgenossenschaft. Die waren damit auf dem Boden der Realität gelandet und nun faktisch wieder ein Protektorat Frankreichs.
Marignano war auch ein Wendepunkt in der Kriegsführung der Eidgenossen, da sie bewies, dass der Gewalthaufen der Schweizer Infanterie nicht mehr die allein kriegsentscheidende Waffe war.

## Trotz französischem Denkzettel im Geschäft mit dem Heiligen Stuhl
Trotz diesen wenig erfreulichen Umständen traten in den Jahren nach Marignano immer wieder Schweizer Truppen in päpstliche Dienste. Zum ersten Mal bereits 1517 nach dem Pavierzug im Krieg von Urbino, einer Episode in den Italienischen Kriegen, allerdings gegen den Willen der Tagsatzung.
| Bezeichnung, Einsatzdauer         | (5vat) Freikorps Urbino 1517 | (5vat) Freikorps Urbino 1517 |
| Jahr, Vertragspartner             | 1517, Papst Leo X. verlangte bei der Tagsatzung 6'000 Mann für den Krieg in Urbino gemäss Vertrag von 1514, was ihm die Tagsatzung verweigerte. Er war, bereits durch hohe Kriegskosten belastet, bei den Pensionszahlungen im Rückstand, und zudem waren die Eidgenossen inzwischen den «Ewigen Frieden» mit Frankreich eingegangen, das entsprechend Druck ausübte. Die Tagsatzung konnte jedoch nicht verhindern, dass den Abgesandten Leos, dem Nuntius Giovanni Giacomo Gambaro, dem Gardehauptmann der Päpstlichen Schweizergarde Kaspar von Silenen und dem Offizier in päpstlichen Diensten Hans von Diesbach aus Bern (Sohn des Schultheissen Wilhelm von Diesbach), freiwillige Söldner in Scharen zugingen. | 1517, Papst Leo X. verlangte bei der Tagsatzung 6'000 Mann für den Krieg in Urbino gemäss Vertrag von 1514, was ihm die Tagsatzung verweigerte. Er war, bereits durch hohe Kriegskosten belastet, bei den Pensionszahlungen im Rückstand, und zudem waren die Eidgenossen inzwischen den «Ewigen Frieden» mit Frankreich eingegangen, das entsprechend Druck ausübte. Die Tagsatzung konnte jedoch nicht verhindern, dass den Abgesandten Leos, dem Nuntius Giovanni Giacomo Gambaro, dem Gardehauptmann der Päpstlichen Schweizergarde Kaspar von Silenen und dem Offizier in päpstlichen Diensten Hans von Diesbach aus Bern (Sohn des Schultheissen Wilhelm von Diesbach), freiwillige Söldner in Scharen zugingen. |
| Bestand, Formation                | 7 Kompanien Freiwillige. | |
| Herkunft Kader, Truppe            | Aus der Eidgenossenschaft. | |
| Besitzer, Kommandant, Namensgeber | Kaspar von Silenen, Hans von Diesbach und etliche bekannte Reisläufer (Jakob Stapfer aus Zürich, Gebhart Mundprat aus Konstanz, Hauptmann Schwyzerhans aus Schaffhausen und Hauptmann Stollysen, ein Gastwirt aus Winterthur). | |
| Einsatz, Ereignisse               | Nach dem Tod seines Onkels, Papst Julius II., hatte Francesco Maria I. della Rovere 1516 das Herzogtum Urbino an den Gonfaloniere Lorenzo di Piero de’ Medici («Lorenzino», zur Unterscheidung von «il Magnifico»), den Neffen von dessen Nachfolger, Papst Leo X., verloren. Im folgenden Jahr holte er sich das Herzogtum mit 5'000 Mann und 1'000 Reitern – spanische Söldner, die vorher für Venedig Verona belagert hatten – wieder zurück und löste damit den Krieg von Urbino aus. Leo X. warb eilig eine Truppe von 10'000 Mann an, darunter das Freikorps von Schweizern. Bei der erfolgreichen Abwehr in Rimini des Angriffs einer Übermacht spanischer Infanterie fiel Kaspar von Silenen. Rovere zog bei der Ankunft der päpstlichen Hauptmacht ab. Er musste schliesslich wegen Geldmangels den Krieg abbrechen, in einen Verhandlungsfrieden mit dem Papst einwilligen und Leo X. das Herzogtum Urbino überlassen. Das Freikorps wurde bei Kriegsende 1517 entlassen. Es war bereits in Rimini durch die «Halsbräune» dezimiert worden und brachte die Seuche auch nach Hause. | Nach dem Tod seines Onkels, Papst Julius II., hatte Francesco Maria I. della Rovere 1516 das Herzogtum Urbino an den Gonfaloniere Lorenzo di Piero de’ Medici («Lorenzino», zur Unterscheidung von «il Magnifico»), den Neffen von dessen Nachfolger, Papst Leo X., verloren. Im folgenden Jahr holte er sich das Herzogtum mit 5'000 Mann und 1'000 Reitern – spanische Söldner, die vorher für Venedig Verona belagert hatten – wieder zurück und löste damit den Krieg von Urbino aus. Leo X. warb eilig eine Truppe von 10'000 Mann an, darunter das Freikorps von Schweizern. Bei der erfolgreichen Abwehr in Rimini des Angriffs einer Übermacht spanischer Infanterie fiel Kaspar von Silenen. Rovere zog bei der Ankunft der päpstlichen Hauptmacht ab. Er musste schliesslich wegen Geldmangels den Krieg abbrechen, in einen Verhandlungsfrieden mit dem Papst einwilligen und Leo X. das Herzogtum Urbino überlassen. Das Freikorps wurde bei Kriegsende 1517 entlassen. Es war bereits in Rimini durch die «Halsbräune» dezimiert worden und brachte die Seuche auch nach Hause. |

Nach der Krönung Karls V. entzündeten erneut die Auseinandersetzungen zwischen Habsburg und Frankreich den Krieg in Italien. Leo X. verbündete sich mit Habsburg, unterstützte den Herzog von Mailand und ging gegen Venedig vor.
| Bezeichnung, Einsatzdauer         | (6vat) Hilfskorps Leinlackenkrieg 1521 | (6vat) Hilfskorps Leinlackenkrieg 1521 |
| Jahr, Vertragspartner             | 1521, Bündnis von Leo X. mit den Eidgenossen von 1514. | 1521, Bündnis von Leo X. mit den Eidgenossen von 1514. |
| Bestand, Formation                | Hilfskorps von 6'000 Mann. | |
| Herkunft Kader, Truppe            | Aus der Eidgenossenschaft. | |
| Besitzer, Kommandant, Namensgeber | Das Hilfskorps stand unter der Führung von Ludwig von Erlach aus Bern und Hauptmann Kaspar Göldli aus Zürich. Erwähnt wird auch die Teilnahme von Fähnrich Peter Füssli aus Zürich. | |
| Einsatz, Ereignisse               | Der gut bezahlte Feldzug im Frühling 1521 war eine päpstliche Unterstützungskampagne für Herzog Francesco Sforza von Mailand in die Romagna. Erlach und Göldli wurden dabei vom Papst zum Ritter geschlagen und grosszügig beschenkt. Die Mannschaft lag aber offenbar untätig herum. Ein Spottlied spricht vom «Leinlackenkrieg» (Leintuchkrieg, da offenbar mehr geschlafen als gekämpft wurde). 2'600 Mann kehrten nicht umgehend in die Schweiz zurück. 300 Mann verstärkten als «Trasteveregarde» mit einem eigenen Hauptmann die päpstliche Schweizergarde. Sie wurde beim Tod von Leo X. aufgelöst. Die Restlichen traten als Freikorps unter Hans Kaltschmid aus Kaiserstuhl in päpstliche Dienste über. Sie beendeten dort den Aufstand des abtrünnigen Herzogs von Ferrara gegen den Papst und belegten dann die Städte Parma und Piacenza, wo sie sich im Herbst mit dem Hilfskorps Romagna (nachstehend) vereinigten. | Der gut bezahlte Feldzug im Frühling 1521 war eine päpstliche Unterstützungskampagne für Herzog Francesco Sforza von Mailand in die Romagna. Erlach und Göldli wurden dabei vom Papst zum Ritter geschlagen und grosszügig beschenkt. Die Mannschaft lag aber offenbar untätig herum. Ein Spottlied spricht vom «Leinlackenkrieg» (Leintuchkrieg, da offenbar mehr geschlafen als gekämpft wurde). 2'600 Mann kehrten nicht umgehend in die Schweiz zurück. 300 Mann verstärkten als «Trasteveregarde» mit einem eigenen Hauptmann die päpstliche Schweizergarde. Sie wurde beim Tod von Leo X. aufgelöst. Die Restlichen traten als Freikorps unter Hans Kaltschmid aus Kaiserstuhl in päpstliche Dienste über. Sie beendeten dort den Aufstand des abtrünnigen Herzogs von Ferrara gegen den Papst und belegten dann die Städte Parma und Piacenza, wo sie sich im Herbst mit dem Hilfskorps Romagna (nachstehend) vereinigten. |

| Bezeichnung, Einsatzdauer         | (7vat) Hilfskorps Romagna 1521 | (7vat) Hilfskorps Romagna 1521 |
| Jahr, Vertragspartner             | 1521, auf Antrag von Leo X., bewilligte Zürich gegen den Willen von Huldrich Zwingli 2'000 Mann und berief sich auf den Vertrag von 1514. Den übrigen, Frankreich zugewandten und neutralen Kantonen wurde zugesichert, dass die Truppe nur päpstliches Gebiet verteidigen würde. | 1521, auf Antrag von Leo X., bewilligte Zürich gegen den Willen von Huldrich Zwingli 2'000 Mann und berief sich auf den Vertrag von 1514. Den übrigen, Frankreich zugewandten und neutralen Kantonen wurde zugesichert, dass die Truppe nur päpstliches Gebiet verteidigen würde. |
| Bestand, Formation                | Hilfskorps von 10'000 Mann. | |
| Herkunft Kader, Truppe            | 3'000 Zürcher, dazu freiwillige 3'000 Innerschweizer, 4'000 Bündner und Kompanien aus der ganzen Eidgenossenschaft (gegen den Willen ihrer Regierungen). | |
| Besitzer, Kommandant, Namensgeber | Unter dem Oberkommando von Kardinal Matthäus Schiner werden die Hauptleute Jörg Berger, Georg Göldli, Gotthard von Hohenlandenberg, Schiffmeister Rudolf Schinz und Heinrich Grossmann aus Zürich, Jakob Baumgartner aus Basel, Hans Gunthelm (Wirt zum Schlüssel) aus Bern, Jakob Marti aus Luzern, Kaspar Imhof aus Uri, Niklaus Imfeld und Ulrich Andacher aus Unterwalden, Fridolin Beldi aus Glarus, Hans Rudolf aus Schaffhausen, Bartholomäus Bärenwäger aus Appenzell, Dietegen von Salis aus Graubünden und Georg von der Flüe aus dem Wallis erwähnt. | |
| Einsatz, Ereignisse               | Das Hilfskorps besetzte im Herbst 1521 Piacenza und Parma und ging erfolgreich gegen die Truppen des auf Seiten Frankreichs stehenden Venedig vor. Beim Tode von Leo X. wurde der Feldzug abgebrochen und die Truppe entlassen. | Das Hilfskorps besetzte im Herbst 1521 Piacenza und Parma und ging erfolgreich gegen die Truppen des auf Seiten Frankreichs stehenden Venedig vor. Beim Tode von Leo X. wurde der Feldzug abgebrochen und die Truppe entlassen.                                                   |

Der Nachfolger Leos X., Hadrian VI., war ein Hoffnungsträger. Angesichts der um sich greifenden protestantischen Reformation gab er seinem Willen zur Erneuerung Ausdruck. Angesichts der zerrütteten Finanzen der Kurie, die ihm Leo hinterliess, versuchte er dessen ausstehende Soldansprüche bei den ebenfalls religiös gespaltenen Eidgenossen durch eine bescheidene Abschlagszahlung wenigstens teilweise zu befriedigen. Er ermahnte sie in einem Breve an die Dreizehn Orte der Eidgenossenschaft mit der dringenden Aufforderung:

«die Waffen aus dem Gemetzel unter christlichen Völkern zurückzuziehen und die Friedensbemühungen des Papstes zu unterstützen.»

 Er starb aber bereits 1523. Sein Nachfolger Clemens VII. fühlte sich dann überhaupt nicht mehr haftbar für die Schulden seines Cousins Leo X.

## Ein verhängnisvoller Seitenwechsel
Clemens VII. blieb vorerst im Ringen der Habsburger mit Frankreich neutral, neigte dann aber auf die Seite des Kaisers. Als 1525 Franz I., in der Schlacht von Pavia gefangen genommen, ein Jahr später im Frieden von Madrid auf sein Ehrenwort frei gelassen, trotzdem dessen Bedingungen nicht erfüllte, wechselte Clemens VII. jedoch die Seite.
|  |  |  |

Er trat in die gegen die Machtfülle Karls V. gerichtete Liga von Cognac (Frankreich, Papst, Mailand, Florenz, Venedig) ein, was die Italienischen Kriege bereits 1526 erneut aufflammen liess. Clemens VII. wandte sich an die Eidgenossen für Truppen, entliess sie jedoch wieder, was sich ein Jahr später verhängnisvoll auswirkte.
| Bezeichnung, Einsatzdauer         | (8vat) Regiment Troger 1526 | (8vat) Regiment Troger 1526 |
| Jahr, Vertragspartner             | 1526, Kapitulation von Clemens VII. mit den Eidgenossen. | 1526, Kapitulation von Clemens VII. mit den Eidgenossen. |
| Bestand, Formation                | Ein Regiment von 8'000 Mann in 20 Kompanien zu 400 Mann. | |
| Herkunft Kader, Truppe            | Aus der Eidgenossenschaft. | |
| Besitzer, Kommandant, Namensgeber | Ausgehoben von Landammann Jakob Troger von Uri, mit den Hauptleuten Anton von Erlach, Jakob May, Wilhelm Hertenstein und Franz Armbruster. | |
| Einsatz, Ereignisse               | Die eine Hälfte des Regiments biss sich in Oberitalien an den befestigten Plätzen mit spanischen und kaiserlichen Truppen fest, während die andere Hälfte in Rom anlangte, aber keinen konkreten Auftrag erhielt. Dem Papst schien Rom nicht gefährdet. Die Truppe kehrte nach Hause zurück. | Die eine Hälfte des Regiments biss sich in Oberitalien an den befestigten Plätzen mit spanischen und kaiserlichen Truppen fest, während die andere Hälfte in Rom anlangte, aber keinen konkreten Auftrag erhielt. Dem Papst schien Rom nicht gefährdet. Die Truppe kehrte nach Hause zurück. |

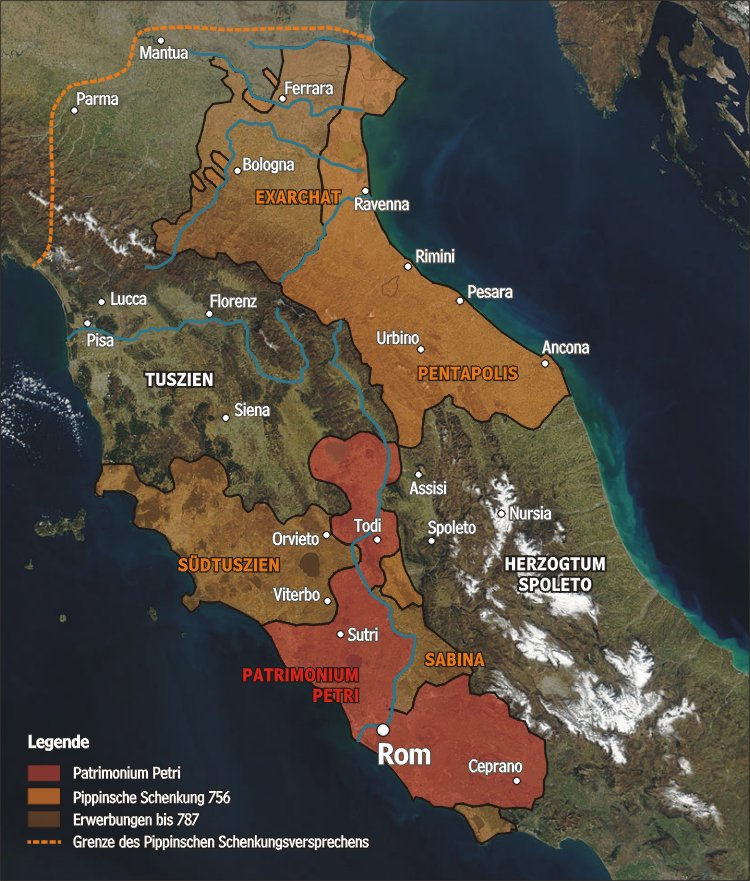
Bildung des Kirchenstaates

1527 gerieten die seit Pavia nicht mehr bezahlten kaiserlichen Truppen in Oberitalien vollständig ausser Kontrolle. Im Sacco di Roma rächten sich die deutschen und spanischen Landsknechte sowie antipäpstlich gesinnte italienische Truppen fürchterlich am vermeintlich Schuldigen, dem Papst. Rom wurde von ihnen angegriffen, und das Verhängnis nahm seinen Lauf. Die entfesselten Angreifer plünderten, raubten, mordeten, brandschatzten, zerstörten und vergewaltigten völlig enthemmt in der Ewigen Stadt. Rund die Hälfte der Bevölkerung Roms soll dabei ums Leben gekommen und neunzig Prozent der Kunstschätze der Stadt geraubt oder zerstört worden sein. Clemens VII. wurde, nach schwersten Verlusten der Päpstlichen Schweizergarde und seiner Flucht in die Engelsburg, gefangen genommen und die Medicis aus Florenz vertrieben. Eine von Franz I. angeheuerte Schweizer Entsatztruppe von 10'000 Mann wurde bereits in Oberitalien von der Pest vernichtet. Erst 1529 im Frieden von Barcelona erhielt Clemens VII. den Kirchenstaat und die Medicis Florenz wieder zurück.
Nach diesen schrecklichen Ereignissen dauerte es zwei Jahrzehnte, bis wieder Schweizer Truppen in päpstliche Dienste aufbrachen, vorerst Leibgarden für die päpstlichen Legaten in Italien.

## Leibwächter der päpstlichen Legaten
Das weltliche Herrschaftsgebiet des Papstes – der Kirchenstaat – setzte sich zusammen aus Legationen. Die Verwaltung der Legationen war Kardinälen oder anderen hohen Geistlichen anvertraut. Die Kardinallegaten bzw. Vizelegaten wurden als das «alter ego» des Papstes betrachtet. Daher schien es nötig, sie durch eine Leibwache zu schützen. So entstanden in Bologna (1542), Ravenna (1550), Perugia (1550), Avignon (1573), Ferrara (1598), Urbino (1631) und weiteren päpstlichen Verwaltungszentren eigene Schweizergarden.
| Bezeichnung, Einsatzdauer         | (9vat) Schweizergarde Bologna 1542–1796 | (9vat) Schweizergarde Bologna 1542–1796 |
| Jahr, Vertragspartner             | 1542, Kapitulation von Papst Paul III. mit Uri, von der Tagsatzung genehmigt. | 1542, Kapitulation von Papst Paul III. mit Uri, von der Tagsatzung genehmigt. |
| Bestand, Formation                | 1 Kompanie zu 120 (1542), 150 (Ende 16. Jahrhundert) und 50 (1660) Mann. | |
| Herkunft Kader, Truppe            | Aus den katholischen Orten der Eidgenossenschaft. | |
| Besitzer, Kommandant, Namensgeber | Angeworben und an den Bestimmungsort geführt durch den Urner Landammann Josue von Beroldingen, dem Papst Paul III. zum Dank dafür die römische Ritterwürde verlieh. Geführt vor Ort wurde die Garde durch den mit ihm verwandten Ritter Azarias Püntener. | |
| Einsatz, Ereignisse               | Die Universitätsstadt Bologna gehörte seit 1512 zum Kirchenstaat und wurde von einem Legaten im Kardinalsrang regiert, 1542 von Gasparo Contarini. Bologna muss in dieser Zeit, von Intrigen heimgesucht, für hochgestellte Personen eine gefährliche Stadt gewesen zu sein. Contarini und sein Stellvertreter Benedetto Conversini, Bischof von Jesi, legten sich eine Schweizer Leibgarde zu. Die Gardehauptmannsstelle in Bologna scheint fest in Urner Hand geblieben zu sein. Über die Beroldingen ging sie 1591 an Johann Jakob Arnold von Spiringen, der eine Tochter von Walter Zumbrunnen geheiratet hatte, welcher die Funktion für die Beroldingen ab 1566 ausgeführt hatte. In der Urner Magistratenfamilie Arnold blieb sie praktisch in «Erbfolge» bis ins 18. Jahrhundert, in dem ihr Bestand sich bis auf 50 Mann verringerte. 1757 stand ihr der Urner Landammann Franz Sebastian Crivelli vor, der sie 1776 mit einem Breve von Papst Pius VI. für seinen Sohn Franz Maria Crivelli sichern konnte. Das Ende der Schweizergarde in Bologna war, wie derjenigen in den anderen päpstlichen Legatenstädten, der Einmarsch der napoleonischen Truppen 1796 in Italien. | Die Universitätsstadt Bologna gehörte seit 1512 zum Kirchenstaat und wurde von einem Legaten im Kardinalsrang regiert, 1542 von Gasparo Contarini. Bologna muss in dieser Zeit, von Intrigen heimgesucht, für hochgestellte Personen eine gefährliche Stadt gewesen zu sein. Contarini und sein Stellvertreter Benedetto Conversini, Bischof von Jesi, legten sich eine Schweizer Leibgarde zu. Die Gardehauptmannsstelle in Bologna scheint fest in Urner Hand geblieben zu sein. Über die Beroldingen ging sie 1591 an Johann Jakob Arnold von Spiringen, der eine Tochter von Walter Zumbrunnen geheiratet hatte, welcher die Funktion für die Beroldingen ab 1566 ausgeführt hatte. In der Urner Magistratenfamilie Arnold blieb sie praktisch in «Erbfolge» bis ins 18. Jahrhundert, in dem ihr Bestand sich bis auf 50 Mann verringerte. 1757 stand ihr der Urner Landammann Franz Sebastian Crivelli vor, der sie 1776 mit einem Breve von Papst Pius VI. für seinen Sohn Franz Maria Crivelli sichern konnte. Das Ende der Schweizergarde in Bologna war, wie derjenigen in den anderen päpstlichen Legatenstädten, der Einmarsch der napoleonischen Truppen 1796 in Italien. |

| Bezeichnung, Einsatzdauer         | (10vat) Schweizergarde Ravenna 1550–1796 | (10vat) Schweizergarde Ravenna 1550–1796                                                  |
| Jahr, Vertragspartner             | 1550, Kapitulation von Papst Julius II. mit den fünf katholischen Orten der Innerschweiz. | 1550, Kapitulation von Papst Julius II. mit den fünf katholischen Orten der Innerschweiz. |
| Bestand, Formation                | 120 Mann. |                                                                                           |
| Herkunft Kader, Truppe            | Aus der katholischen Eidgenossenschaft. |                                                                                           |
| Besitzer, Kommandant, Namensgeber | Der erste Kommandant in Ravenna war ein Urner: Johann Jakob Tanner. 1559: Kaspar von Silenen. 1559–1560 Jost Segesser von Brunegg aus Luzern gemeinsam mit seinem Bruder Albrecht, 1560–1562 Jost Segesser alleine. 1680: Sebastian Emmanuel Tanner aus Uri, mit Stellvertreter Johann Hermann Schmid (sein Neffe). |                                                                                           |
| Einsatz, Ereignisse               | Die Schweizergarde in Ravenna scheint in der festen Hand von Uri gewesen zu sein. | Die Schweizergarde in Ravenna scheint in der festen Hand von Uri gewesen zu sein.         |

| Bezeichnung, Einsatzdauer         | (11vat) Schweizergarde Perugia («Brusa») 1550–1556 | (11vat) Schweizergarde Perugia («Brusa») 1550–1556 |
| Jahr, Vertragspartner             | 1550, Kapitulation von Papst Julius II. mit den fünf katholischen Orten der Innerschweiz. | 1550, Kapitulation von Papst Julius II. mit den fünf katholischen Orten der Innerschweiz. |
| Bestand, Formation                | 1 Hauptmann und 25 Gardisten. | |
| Herkunft Kader, Truppe            | Aus der katholischen Eidgenossenschaft. | |
| Besitzer, Kommandant, Namensgeber | 1550: Jakob Klein aus Zug. | |
| Einsatz, Ereignisse               | Die Garde wurde bereits 1656 wieder aufgelöst. Der Gardehauptmann in Rom, Junker Jost von Meggen, oberster Kommandant damals über sämtliche Schweizergarden in päpstlichen Dienst, versetzte die 25 Gardisten der Garde von «Brusa» zu der Garde in Ravenna. | Die Garde wurde bereits 1656 wieder aufgelöst. Der Gardehauptmann in Rom, Junker Jost von Meggen, oberster Kommandant damals über sämtliche Schweizergarden in päpstlichen Dienst, versetzte die 25 Gardisten der Garde von «Brusa» zu der Garde in Ravenna. |

| Bezeichnung, Einsatzdauer         | (12vat) Regiment Lussi 1557 | (12vat) Regiment Lussi 1557 |
| Jahr, Vertragspartner             | 1557, die Tagsatzung der neun katholischen Kantone (Luzern, Uri, Schwyz, Unterwalden, Zug, Solothurn, Freiburg, Appenzellkatholisch, Glaruskatholisch) bewilligte nach langem Hin und Her den Antrag von Papst Paul IV. | 1557, die Tagsatzung der neun katholischen Kantone (Luzern, Uri, Schwyz, Unterwalden, Zug, Solothurn, Freiburg, Appenzellkatholisch, Glaruskatholisch) bewilligte nach langem Hin und Her den Antrag von Papst Paul IV. |
| Bestand, Formation                | 1 Regiment von 3'000 Mann in 10 Kompanien. | |
| Herkunft Kader, Truppe            | Aus der katholischen Eidgenossenschaft, vor allem aus Uri, Ob- und Nidwalden sowie Zug. | |
| Besitzer, Kommandant, Namensgeber | Kommandiert von Melchior Lussi aus Unterwalden. | |
| Einsatz, Ereignisse               | Der mit der Angelegenheit beauftragte päpstliche Legat Mario Guiducci war auf die Aufgabe vorbereitet: - Er kannte den Ablauf der Tagsatzung. In einer Anweisung des Nuntius in der Schweiz, wie mit den Schweizern zu verhandeln sei, stand: «Um mit den neun katholischen Kantonen zu verhandeln, müsse man nach Luzern gehen, wo sich die katholischen Orte versammeln. Dort hören die Abgeordneten der Kantone den Vortrag an, nehmen in ad referendum an ihre Regierung mit. In acht Tagen kehren die Boten mit dem Auftrag ihrer Regierung zurück, legen die Meinungen zusammen und geben so den Entscheid laut erhaltener Anweisung. Daraus folge, dass man 1. zur Erlangung eines Bescheides wenigstens 15–20 Tage zuwarten müsse. 2. dass den Gesandten die erlaufenen Kosten zu vergüten sind. 3. dass Verhandlungen und Abmachungen mit einzelnen Freunden und einflussreichen Mitgliedern wenig fruchten und oft Zeit und Spesen verloren gehen. Der König von Frankreich habe überall, besonders in Luzern und Solothurn, tätige Agenten und wisse mit den Leuten umzugehen»; - Er wurde mit Geld ausgerüstet: offiziell mit 5'600 Goldscudi, 5'000 als Anzahlung für die Eidgenossen, 600 für den Nuntius. In Wirklichkeit trug er 10'000 Goldscudi mit sich, mit der Bewilligung, weitere 4'000 zu bezahlen, «wenn es nicht anders zu machen sei»; - Bei der Werbung sei zu sparen, aber falls nötig könne man zu den gleichen Bedingungen werben, wie der (französische) König (d. h. mit Vorteilen und Geschenken); - Er hatte zusammen mit dem Apostolischen Nuntius in der Schweiz, Ottaviano de Raverta, Bischof von Terracina, und Kaspar von Silenen, Hauptmann der päpstlichen Schweizergarde, die ihm beigestellt wurden, vorzugehen; - Er appellierte an die Eidgenossen mit deren von Papst Julius II. verliehenem Ehrentitel «Beschützer der Freiheit der christlichen Kirche». Die Aufgabe war nicht einfach. Die katholischen Eidgenossen stellten Ansprüche: - ein Depositum von 20'000 Goldscudi, zu defensiven Zwecken im Falle eines Angriffs der protestantischen Eidgenossen; - die Errichtung einer hohen Schule, da die bisher benutzten Bildungsanstalten auf protestantischem Gebiet lägen; - Vollmachten für Dispensen und Gnadenerteilungen. Die Eidgenossen waren zurückhaltend, weil: - sie bereits gegen 50 Kompanien in fremden Diensten hatten; - die Tagsatzung eben einem Werbegesuch des Hauptverbündeten, Frankreich, für 6'000 Mann in den Piemont, entsprochen hatte mit der Auflage, dass die Mannschaft zum Schutz des Heiligen Stuhls und keinesfalls gegen Mailand, Neapel oder Florenz eingesetzt werde; - auch der Kaiser Anstalten machte, ein Werbegesuch zu stellen; - einige Kantone argumentierten, dass man seine Leute zum Schutze der eigenen Kirchen zurückbehalten sollte (Befürchtungen gegen die protestantischen Kantone); - die protestantischen Kantone hinter dem Zweck der Werbung einen Angriff auf Protestanten argwöhnten. Das grösste Hindernis waren aber die Werbungen der anderen Mächte, insbesondere des verbündeten Frankreichs. Dessen Botschafter in der Schweiz, Bernardin de Bochetel, Abbé von St. Laurent, war mit allen Wassern gewaschen. Relativ rasch war die Unterstützung des Nidwaldners Melchior Lussi (Ritterschlag mit goldener Kette, goldenen Sporen und goldenem Medaillon im Vorjahr, jetzt Geschenk von 100 Goldscudi) gewonnen. Uri, Schwyz und Unterwalden, wo Frankreich weniger Einfluss hatte (sprich zu wenig Pensionenempfänger), gaben schliesslich den Ausschlag für die Zusage. Luzern war dagegen, und der Nuntius verlegte deshalb seinen Sitz sogar vorübergehend nach Altdorf. Auch Oberst Wilhelm Frölich, Anführer der Schweizer Truppen in französischen Diensten, hatte sich brieflich aus dem Felde gegen diese päpstliche Werbung verwendet. Um auf venezianischem Gebiet nicht mit deutschen Truppen zusammenzutreffen, Graubünden zu vermeiden, das nur einheimischen Verbänden den Durchmarsch erlaubte, und in den Herzogtümern Mailand und Parma nicht gegen die «Erbeinung» mit Habsburg zu verstossen, musste für die zehn Kompanien ein komplizierter Anmarschweg in die Romagna gewählt werden: über den Gotthard bis Arbedo, durch die Mesolcina nach Soazza, über den Forcolapass nach Chiavenna (wo Mitte Juni Schnee lag und die ersten Desertionen vorkamen). In Chiavenna wurde der 28-jährige, im Krieg noch unerfahrene Lussi zum Obersten bestimmt. Einzelne Bewerber aus den Reihen der übrigen Hauptleute wie beispielsweise Waser und Zelger aus Nidwalden, Niklaus und Heinrich Wirz aus Obwalden, von Silenen, Heinrich Arnold, Bartholomäus Kuhn, Zwyer und Jakob Tanner aus Uri, Rechenberger aus Luzern sowie Schönbrunner, Zehnder, Kollin und von Bellatz aus Zug hatten das Nachsehen. Weiter ging der Zug östlich des Comersees und der Adda nach Bergamo, östlich des Oglio gegen Brescia, dann am Südwestende des Gardasees vorbei über Veroneser Territorium südlich auf venezianischem Gebiet durch das Ferraresische in die Romagna. Vor Rom wurde er von der Päpstlichen Schweizergarde mit Erfrischungen empfangen, in die Stadt begleitet und von Papst Paul IV. persönlich mit grossem Zeremoniell geehrt. Sie erhielten fünf Geschütze und am nächsten Tag die Hauptleute in der Sixtinischen Kapelle den Ritterschlag mit goldenen Sporen, eine goldene Kette im Wert von 60 Goldscudi und eine goldene Gedenkmünze. Lussi und Schönbrunner, die dies schon hinter sich hatten, wurde eine goldene Kette im Wert von 200 Goldscudi übergeben. Bereits am dritten Tag kam der Einsatzbefehl für das noch nicht von den Marschstrapazen erholte Regiment: Begleitschutz zusammen mit zehn italienischen Kompanien und 500 Reitern für einen Nachschubtransport ins von kaiserlichen Truppen eingeschlossene Paliano und Entsatz der dortigen Garnison: «Die zechen Fenly von denen drey Orthen, so in den bobst dienst zogen sint, do sy in Rom zwee Tag wilten, sollten mit etlichen Dalienern Munition [Nachschub] gen Ballian beleiten.» In Paliano trafen sie auf eine kampfbereite spanische Truppe. Der Oberkommandierende, Giovanni Carafa, Graf von Paliano, befahl als erste Sofortmassnahme den päpstlichen Truppen den verhängnisvollen Rückschub der Geschütze («damit sie nicht dem Feind in die Hände fielen»). Dann wählte er unten im Tal eine strategisch extrem ungünstige Stellung und traf überhaupt keine Sicherungs- und Aufklärungsmassnahmen. In der folgenden Schlacht, die Carafa beim Frühstück überraschte, gab der linke, italienische Flügel der päpstlichen Truppe beim ersten Kampfkontakt Fersengeld und liess die Schweizer allein einer grossen Übermacht gegenüber zurück auf dem Schlachtfeld. Die gegnerische Artillerie riss grosse Lücken in ihre Reihen, die sich nur mit Musketen zur Wehr setzen konnten. Dank dem mutigen Einsatz der beigegebenen Reiterei gelang ihnen nach stundenlangem Gefecht wenigstens ein geordneter Rückzug unter grossen Verlusten. Die Niederlage war monumental, und es wurden ungefähr 300 Gefallene beklagt. Silenen, Tanner, Zehnder, Wirz sowie Kollin waren gefangen. Sie mussten gegen ein bedeutendes Lösegeld befreit werden. Die mehreren Hundert gefangenen Soldaten wurden quer über die Halbinsel an die Adria geführt, von Pescara per Schiff nach Venedig transportiert und nach Hause geschickt. Carafa (während der Schlacht bei der «Nachhut» positioniert) versuchte nachher durch verleumderische Qualifikationen über das Verhalten der Schweizer Truppe sein Versagen zu kaschieren. Der empfindliche Schlag gegen den kriegerischen Ruf der Schweiz steigerte dort jedoch die religiösen Spannungen weiter: «Also sollen belonet werden, die der Heyligkeit dienen! Viel Lüt sagtend, inen were worden der recht Sold.» Das Regiment Lussi war dem unfähigen Oberkommando zum Opfer gefallen. | Der mit der Angelegenheit beauftragte päpstliche Legat Mario Guiducci war auf die Aufgabe vorbereitet: - Er kannte den Ablauf der Tagsatzung. In einer Anweisung des Nuntius in der Schweiz, wie mit den Schweizern zu verhandeln sei, stand: «Um mit den neun katholischen Kantonen zu verhandeln, müsse man nach Luzern gehen, wo sich die katholischen Orte versammeln. Dort hören die Abgeordneten der Kantone den Vortrag an, nehmen in ad referendum an ihre Regierung mit. In acht Tagen kehren die Boten mit dem Auftrag ihrer Regierung zurück, legen die Meinungen zusammen und geben so den Entscheid laut erhaltener Anweisung. Daraus folge, dass man 1. zur Erlangung eines Bescheides wenigstens 15–20 Tage zuwarten müsse. 2. dass den Gesandten die erlaufenen Kosten zu vergüten sind. 3. dass Verhandlungen und Abmachungen mit einzelnen Freunden und einflussreichen Mitgliedern wenig fruchten und oft Zeit und Spesen verloren gehen. Der König von Frankreich habe überall, besonders in Luzern und Solothurn, tätige Agenten und wisse mit den Leuten umzugehen»; - Er wurde mit Geld ausgerüstet: offiziell mit 5'600 Goldscudi, 5'000 als Anzahlung für die Eidgenossen, 600 für den Nuntius. In Wirklichkeit trug er 10'000 Goldscudi mit sich, mit der Bewilligung, weitere 4'000 zu bezahlen, «wenn es nicht anders zu machen sei»; - Bei der Werbung sei zu sparen, aber falls nötig könne man zu den gleichen Bedingungen werben, wie der (französische) König (d. h. mit Vorteilen und Geschenken); - Er hatte zusammen mit dem Apostolischen Nuntius in der Schweiz, Ottaviano de Raverta, Bischof von Terracina, und Kaspar von Silenen, Hauptmann der päpstlichen Schweizergarde, die ihm beigestellt wurden, vorzugehen; - Er appellierte an die Eidgenossen mit deren von Papst Julius II. verliehenem Ehrentitel «Beschützer der Freiheit der christlichen Kirche». Die Aufgabe war nicht einfach. Die katholischen Eidgenossen stellten Ansprüche: - ein Depositum von 20'000 Goldscudi, zu defensiven Zwecken im Falle eines Angriffs der protestantischen Eidgenossen; - die Errichtung einer hohen Schule, da die bisher benutzten Bildungsanstalten auf protestantischem Gebiet lägen; - Vollmachten für Dispensen und Gnadenerteilungen. Die Eidgenossen waren zurückhaltend, weil: - sie bereits gegen 50 Kompanien in fremden Diensten hatten; - die Tagsatzung eben einem Werbegesuch des Hauptverbündeten, Frankreich, für 6'000 Mann in den Piemont, entsprochen hatte mit der Auflage, dass die Mannschaft zum Schutz des Heiligen Stuhls und keinesfalls gegen Mailand, Neapel oder Florenz eingesetzt werde; - auch der Kaiser Anstalten machte, ein Werbegesuch zu stellen; - einige Kantone argumentierten, dass man seine Leute zum Schutze der eigenen Kirchen zurückbehalten sollte (Befürchtungen gegen die protestantischen Kantone); - die protestantischen Kantone hinter dem Zweck der Werbung einen Angriff auf Protestanten argwöhnten. Das grösste Hindernis waren aber die Werbungen der anderen Mächte, insbesondere des verbündeten Frankreichs. Dessen Botschafter in der Schweiz, Bernardin de Bochetel, Abbé von St. Laurent, war mit allen Wassern gewaschen. Relativ rasch war die Unterstützung des Nidwaldners Melchior Lussi (Ritterschlag mit goldener Kette, goldenen Sporen und goldenem Medaillon im Vorjahr, jetzt Geschenk von 100 Goldscudi) gewonnen. Uri, Schwyz und Unterwalden, wo Frankreich weniger Einfluss hatte (sprich zu wenig Pensionenempfänger), gaben schliesslich den Ausschlag für die Zusage. Luzern war dagegen, und der Nuntius verlegte deshalb seinen Sitz sogar vorübergehend nach Altdorf. Auch Oberst Wilhelm Frölich, Anführer der Schweizer Truppen in französischen Diensten, hatte sich brieflich aus dem Felde gegen diese päpstliche Werbung verwendet. Um auf venezianischem Gebiet nicht mit deutschen Truppen zusammenzutreffen, Graubünden zu vermeiden, das nur einheimischen Verbänden den Durchmarsch erlaubte, und in den Herzogtümern Mailand und Parma nicht gegen die «Erbeinung» mit Habsburg zu verstossen, musste für die zehn Kompanien ein komplizierter Anmarschweg in die Romagna gewählt werden: über den Gotthard bis Arbedo, durch die Mesolcina nach Soazza, über den Forcolapass nach Chiavenna (wo Mitte Juni Schnee lag und die ersten Desertionen vorkamen). In Chiavenna wurde der 28-jährige, im Krieg noch unerfahrene Lussi zum Obersten bestimmt. Einzelne Bewerber aus den Reihen der übrigen Hauptleute wie beispielsweise Waser und Zelger aus Nidwalden, Niklaus und Heinrich Wirz aus Obwalden, von Silenen, Heinrich Arnold, Bartholomäus Kuhn, Zwyer und Jakob Tanner aus Uri, Rechenberger aus Luzern sowie Schönbrunner, Zehnder, Kollin und von Bellatz aus Zug hatten das Nachsehen. Weiter ging der Zug östlich des Comersees und der Adda nach Bergamo, östlich des Oglio gegen Brescia, dann am Südwestende des Gardasees vorbei über Veroneser Territorium südlich auf venezianischem Gebiet durch das Ferraresische in die Romagna. Vor Rom wurde er von der Päpstlichen Schweizergarde mit Erfrischungen empfangen, in die Stadt begleitet und von Papst Paul IV. persönlich mit grossem Zeremoniell geehrt. Sie erhielten fünf Geschütze und am nächsten Tag die Hauptleute in der Sixtinischen Kapelle den Ritterschlag mit goldenen Sporen, eine goldene Kette im Wert von 60 Goldscudi und eine goldene Gedenkmünze. Lussi und Schönbrunner, die dies schon hinter sich hatten, wurde eine goldene Kette im Wert von 200 Goldscudi übergeben. Bereits am dritten Tag kam der Einsatzbefehl für das noch nicht von den Marschstrapazen erholte Regiment: Begleitschutz zusammen mit zehn italienischen Kompanien und 500 Reitern für einen Nachschubtransport ins von kaiserlichen Truppen eingeschlossene Paliano und Entsatz der dortigen Garnison: «Die zechen Fenly von denen drey Orthen, so in den bobst dienst zogen sint, do sy in Rom zwee Tag wilten, sollten mit etlichen Dalienern Munition [Nachschub] gen Ballian beleiten.» In Paliano trafen sie auf eine kampfbereite spanische Truppe. Der Oberkommandierende, Giovanni Carafa, Graf von Paliano, befahl als erste Sofortmassnahme den päpstlichen Truppen den verhängnisvollen Rückschub der Geschütze («damit sie nicht dem Feind in die Hände fielen»). Dann wählte er unten im Tal eine strategisch extrem ungünstige Stellung und traf überhaupt keine Sicherungs- und Aufklärungsmassnahmen. In der folgenden Schlacht, die Carafa beim Frühstück überraschte, gab der linke, italienische Flügel der päpstlichen Truppe beim ersten Kampfkontakt Fersengeld und liess die Schweizer allein einer grossen Übermacht gegenüber zurück auf dem Schlachtfeld. Die gegnerische Artillerie riss grosse Lücken in ihre Reihen, die sich nur mit Musketen zur Wehr setzen konnten. Dank dem mutigen Einsatz der beigegebenen Reiterei gelang ihnen nach stundenlangem Gefecht wenigstens ein geordneter Rückzug unter grossen Verlusten. Die Niederlage war monumental, und es wurden ungefähr 300 Gefallene beklagt. Silenen, Tanner, Zehnder, Wirz sowie Kollin waren gefangen. Sie mussten gegen ein bedeutendes Lösegeld befreit werden. Die mehreren Hundert gefangenen Soldaten wurden quer über die Halbinsel an die Adria geführt, von Pescara per Schiff nach Venedig transportiert und nach Hause geschickt. Carafa (während der Schlacht bei der «Nachhut» positioniert) versuchte nachher durch verleumderische Qualifikationen über das Verhalten der Schweizer Truppe sein Versagen zu kaschieren. Der empfindliche Schlag gegen den kriegerischen Ruf der Schweiz steigerte dort jedoch die religiösen Spannungen weiter: «Also sollen belonet werden, die der Heyligkeit dienen! Viel Lüt sagtend, inen were worden der recht Sold.» Das Regiment Lussi war dem unfähigen Oberkommando zum Opfer gefallen. |

| Bezeichnung, Einsatzdauer         | (13vat) Schweizergarde Avignon 1573–1790 | (13vat) Schweizergarde Avignon 1573–1790 |
| Jahr, Vertragspartner             | k. A. | k. A. |
| Bestand, Formation                | 1 Zug von 21 Mann, mit 1 Hauptmann, 2 Korporalen (davon einer im Rang eines Leutnants) und 18 Gardisten. | |
| Herkunft Kader, Truppe            | Vorwiegend aus den Kantonen Solothurn, Schwyz, Glarus. | |
| Besitzer, Kommandant, Namensgeber | Gegründet vom Vize-Legat Kardinal Charles de Bourbon mit Co-Legat Kardinal Georges d’Armagnac. Die letzten vier Hauptleute der Garde waren indes keine Schweizer mehr. 1744: der Italiener, Giovanni Tommaso Bertozzi; 1748: der aus Neapel stammende Conte Paolo Dolci; 1777: Marquis de Fontvieille, gefolgt vom letzten Gardehauptmann Monsieur des Taillades. | |
| Einsatz, Ereignisse               | Die mit einem Dreispitz mit rotem Federbusch, einem rot-gelb geteilten Wams mit dunkelblauen Aufschlägen und Knöpfen sowie senkrechten Silberbändern (zwei auf der Brust, drei auf jedem Aufschlag und auf dem Rücken), blauen Hosen, die mit roten und gelben Bändern versetzt waren, und weissen Strümpfen uniformierten Gardisten waren mit einem am Bandelier hängenden Degen und einer mit roter Quaste verzierten Hellebarde bewaffnet. Die Gardisten lebten mit ihren Familien im Papstpalast, im Ost- und Südflügel des Kreuzgangs Benedikts XII., dem sogenannten «Quartier des Suisses». Die Schweizergarde von Avignon versah den Wach- und Ehrendienst in dem Saal, der zu den Gemächern des Vizelegaten führte, und stellte die Eskorte, die dem Vizelegaten im Apostolischen Palast und in Avignon das Geleit gab. Sie begleitete den Prälaten jedoch nicht, wenn sich dieser in die Grafschaft Venaissin begab, hieß es im Reglement der Garde. | Die mit einem Dreispitz mit rotem Federbusch, einem rot-gelb geteilten Wams mit dunkelblauen Aufschlägen und Knöpfen sowie senkrechten Silberbändern (zwei auf der Brust, drei auf jedem Aufschlag und auf dem Rücken), blauen Hosen, die mit roten und gelben Bändern versetzt waren, und weissen Strümpfen uniformierten Gardisten waren mit einem am Bandelier hängenden Degen und einer mit roter Quaste verzierten Hellebarde bewaffnet. Die Gardisten lebten mit ihren Familien im Papstpalast, im Ost- und Südflügel des Kreuzgangs Benedikts XII., dem sogenannten «Quartier des Suisses». Die Schweizergarde von Avignon versah den Wach- und Ehrendienst in dem Saal, der zu den Gemächern des Vizelegaten führte, und stellte die Eskorte, die dem Vizelegaten im Apostolischen Palast und in Avignon das Geleit gab. Sie begleitete den Prälaten jedoch nicht, wenn sich dieser in die Grafschaft Venaissin begab, hieß es im Reglement der Garde. |

| Bezeichnung, Einsatzdauer         | (14vat) Schweizergarde Ferrara 1598–1796 | (14vat) Schweizergarde Ferrara 1598–1796 |
| Jahr, Vertragspartner             | 1660: Kapitulation von Papst Alexander VII. mit Zug. | 1660: Kapitulation von Papst Alexander VII. mit Zug. |
| Bestand, Formation                | 1660: 1 Kompanie von 44 (1598), 100 (1608) und 50 (1660) Mann, mit 1 Hauptmann, 1 Leutnant, 2 Sergeanten, 2 Korporalen, 2 Trommlern und Pfeifern und 40 Hellebardieren. | |
| Herkunft Kader, Truppe            | Aus den eidgenössischen Kantonen, ab 1667 vorwiegend aus dem Kanton Zug. | |
| Besitzer, Kommandant, Namensgeber | 1625: Schultheiss und Venner Heinrich Cloos aus Luzern; 1667 Hauptmann Kaspar Brandenberg aus Zug; Von da an besetzte immer Zug die Gardehauptmannsstelle in Ferrara. | |
| Einsatz, Ereignisse               | Bereits 1561 hatten die Herzöge von Ferrara eine Garde von 21 Schweizer Söldnern, geführt von einem Ritter Herkules Tassen und Leutnant Heinrich Weiss. 1598 starb die Hauptlinie der Herzöge von Ferrara aus, und die Führung des päpstlichen Lehens Herzogtum Ferrara wurde von einem Kardinallegaten übernommen, offensichtlich gleichzeitig auch die herzogliche Schweizergarde. Dabei bemühten sich die katholischen Orte sehr, die Gardehauptmannsstelle für einen der Ihren zu erhalten: «Um die Gwardi hand die Länder stark angehalten und geschrieben sowohl die Obrigkeit als einzelne Personen durch Schreiben nach Rom und mündlich beim Legaten.» | Bereits 1561 hatten die Herzöge von Ferrara eine Garde von 21 Schweizer Söldnern, geführt von einem Ritter Herkules Tassen und Leutnant Heinrich Weiss. 1598 starb die Hauptlinie der Herzöge von Ferrara aus, und die Führung des päpstlichen Lehens Herzogtum Ferrara wurde von einem Kardinallegaten übernommen, offensichtlich gleichzeitig auch die herzogliche Schweizergarde. Dabei bemühten sich die katholischen Orte sehr, die Gardehauptmannsstelle für einen der Ihren zu erhalten: «Um die Gwardi hand die Länder stark angehalten und geschrieben sowohl die Obrigkeit als einzelne Personen durch Schreiben nach Rom und mündlich beim Legaten.» |

| Bezeichnung, Einsatzdauer         | (15vat) Schweizergarde Urbino (und Pesaro) (1584)/1631–1796 | (15vat) Schweizergarde Urbino (und Pesaro) (1584)/1631–1796 |
| Jahr, Vertragspartner             | 1631: Einvernehmen zwischen dem Kanton Luzern und Kardinal Francesco Barberini, dem Legaten von Urbino, im Namen von Papst Urban VIII. | 1631: Einvernehmen zwischen dem Kanton Luzern und Kardinal Francesco Barberini, dem Legaten von Urbino, im Namen von Papst Urban VIII. |
| Bestand, Formation                | 1631: 1 Hauptmann, 1 Wachtmeister, 24 Gardisten. | |
| Herkunft Kader, Truppe            | Hauptsächlich aus Luzern. | |
| Besitzer, Kommandant, Namensgeber | (1616: Gardehauptmann Michael Sidler aus Zug). Später Alois Mettler und Franz Pfyffer aus Luzern. 1701 Anton Rudolf Pfyffer aus Luzern, später Jakob Pfyffer-Feer aus Buttisholz. | |
| Einsatz, Ereignisse               | 1616 beschwerte sich der Herzog von Urbino, Francesco Maria II. della Rovere, schriftlich bei Schultheiss und Rat von Luzern über einen Aufstand eines Teils seiner Schweizergarde. Er erwähnte im Brief, dass er die Garde vor 32 Jahren, also 1584, gegründet habe, und hängte die Liste der Aufrührer an, darunter der Gardehauptmann Michael Sidler aus Zug. Von den 17 namentlich Aufgeführten kamen 8 von Luzern, 3 aus Italien, 2 waren Zuger, und je 1 stammte von Freiburg, dem Wallis und aus der übrigen Eidgenossenschaft. Als sein einziger Sohn starb, übergab er das Herzogtum Urbino zur Verwaltung an Papst Urban VIII. Bei seinem eigenen Tod 1631 fiel es als Lehen endgültig an den Kirchenstaat, der es von da an durch einen Kardinallegaten regieren liess. Bei dieser Gelegenheit übernahm Papst Urban VIII. auch die vom Herzog gegründete Schweizer Garde für seinen Legaten, Kardinal Francesco Barberini (einer der drei Richter, die das Urteil gegen Galileo Galilei nicht unterzeichneten). 1658, nach dem Tod von Gardehauptmann Alois Mettler, wurde die Garde in Urbino vorübergehend in diejenige von Rom integriert. Offenbar war die Garde von Urbino auch für den Legaten in Pesaro verantwortlich, wenn er dort sein Domizil hatte. Sie wird mehrmals als «Gwardi zu Urbin und Pesaro» betitelt. 1682 musste sich der Gardehauptmann Franz Pfyffer («der Jüngere») vor Schultheiss und Rat von Stadt und Kanton Luzern wegen unordentlicher Haushaltsführung verantworten. Ob dies oder ein anderer Grund später zur Auflösung der Garde führte? Jedenfalls bemühte sich Luzern ab 1698 intensiv um die Wiedererrichtung der Schweizergarde von Urbino und Pesaro, was 1701 auch gelang. Gardehauptmann wurde Anton Rudolf Pfyffer. Als besonderer Vorfall wurde 1784 Jakob Pfyffer-Feer aus Buttisholz als Gardehauptmann abberufen. Er war beim Papst «in Ungnade gefallen». Auf vielfache Fürsprache hin wurde er aber von höchster Stelle dann doch begnadigt. 1796, beim Einmarsch Napoléons in Italien, wurde diese Schweizergarde aufgelöst. | 1616 beschwerte sich der Herzog von Urbino, Francesco Maria II. della Rovere, schriftlich bei Schultheiss und Rat von Luzern über einen Aufstand eines Teils seiner Schweizergarde. Er erwähnte im Brief, dass er die Garde vor 32 Jahren, also 1584, gegründet habe, und hängte die Liste der Aufrührer an, darunter der Gardehauptmann Michael Sidler aus Zug. Von den 17 namentlich Aufgeführten kamen 8 von Luzern, 3 aus Italien, 2 waren Zuger, und je 1 stammte von Freiburg, dem Wallis und aus der übrigen Eidgenossenschaft. Als sein einziger Sohn starb, übergab er das Herzogtum Urbino zur Verwaltung an Papst Urban VIII. Bei seinem eigenen Tod 1631 fiel es als Lehen endgültig an den Kirchenstaat, der es von da an durch einen Kardinallegaten regieren liess. Bei dieser Gelegenheit übernahm Papst Urban VIII. auch die vom Herzog gegründete Schweizer Garde für seinen Legaten, Kardinal Francesco Barberini (einer der drei Richter, die das Urteil gegen Galileo Galilei nicht unterzeichneten). 1658, nach dem Tod von Gardehauptmann Alois Mettler, wurde die Garde in Urbino vorübergehend in diejenige von Rom integriert. Offenbar war die Garde von Urbino auch für den Legaten in Pesaro verantwortlich, wenn er dort sein Domizil hatte. Sie wird mehrmals als «Gwardi zu Urbin und Pesaro» betitelt. 1682 musste sich der Gardehauptmann Franz Pfyffer («der Jüngere») vor Schultheiss und Rat von Stadt und Kanton Luzern wegen unordentlicher Haushaltsführung verantworten. Ob dies oder ein anderer Grund später zur Auflösung der Garde führte? Jedenfalls bemühte sich Luzern ab 1698 intensiv um die Wiedererrichtung der Schweizergarde von Urbino und Pesaro, was 1701 auch gelang. Gardehauptmann wurde Anton Rudolf Pfyffer. Als besonderer Vorfall wurde 1784 Jakob Pfyffer-Feer aus Buttisholz als Gardehauptmann abberufen. Er war beim Papst «in Ungnade gefallen». Auf vielfache Fürsprache hin wurde er aber von höchster Stelle dann doch begnadigt. 1796, beim Einmarsch Napoléons in Italien, wurde diese Schweizergarde aufgelöst. |

| Bezeichnung, Einsatzdauer         | (16vat) Weitere Schweizergarden ? | (16vat) Weitere Schweizergarden ? |
| Jahr, Vertragspartner             | 1666: Kapitulation zwischen Papst Alexander VII. und den katholischen Orten Luzern und Zug für eine Leibgarde «Chigi». Über die weiteren Schweizergarden, neben denjenigen in Rom und Bologna, ist relativ wenig bekannt. Eine Quelle erwähnt noch weitere sieben Schweizergarden in den Städten Rimini, Pesaro (siehe Schweizergarde Urbino), Ancona, Loreto, Foligno, Spoleto und Terni, liefert aber keine näheren Informationen darüber. Eine andere Quelle führt auch noch Saluzzo und Reggio als Standorte auf. Ob es sich dabei um Detachemente der Leibgarde «Chigi» handelte, bleibt offen. | 1666: Kapitulation zwischen Papst Alexander VII. und den katholischen Orten Luzern und Zug für eine Leibgarde «Chigi». Über die weiteren Schweizergarden, neben denjenigen in Rom und Bologna, ist relativ wenig bekannt. Eine Quelle erwähnt noch weitere sieben Schweizergarden in den Städten Rimini, Pesaro (siehe Schweizergarde Urbino), Ancona, Loreto, Foligno, Spoleto und Terni, liefert aber keine näheren Informationen darüber. Eine andere Quelle führt auch noch Saluzzo und Reggio als Standorte auf. Ob es sich dabei um Detachemente der Leibgarde «Chigi» handelte, bleibt offen. |
| Bestand, Formation                | 1666: Leibgarde «Chigi»: Je 1 Kompanie zu 100 Mann aus Luzern und Zug mit Bedingungen, u. a.: - Keine Verwendung der Truppe auf dem Meer, sondern Schutz des Kirchenstaates am Ort, wo sich Kardinal Flavio Chigi, Superintendent des Kirchenstaates, und sein Sekretariat befinden; - Sie untersteht dem Kapitän-General der Kirche, der ihren Einsatzort befiehlt; - Sie soll dem Gubernator am hinbefohlenen Ort Gehorsam leisten, ihn mit Beistand begleiten, beschützen und «seinen Hof stark gestalten»; - Sie soll nicht gehalten sein, an die Schuldigen Hand anzulegen, sie zu binden und derartige Aktionen, die einem ehrlichen Soldaten nicht geziemen; - Von den Gemeinden des Dienstorts beziehen sie den Monatssold: der Hauptmann 54 Scudi (Römerwährung), der Fähnrich 20, die Wachtmeister 10, die Korporale 6, die Trommler oder Pfeiffer 5, die Gardisten 4 Scudi und 40 Baiochi; - Fehlbare Gardisten werden von ihren Offizieren bestraft, für den Gubernator wird die Turmstrafe vorbehalten (Kapitalverbrechen); - Die Gardisten tragen auf ihren Waffenplätzen stets das Schwert, im Feld auch den Karabiner. | |
| Herkunft Kader, Truppe            | Leibgarde «Chigi»: aus Luzern und Zug. | |
| Besitzer, Kommandant, Namensgeber | 1667 war Hans Amrhyn Kommandant der Luzerner Kompanie der Leibgarde «Chigi». | |
| Einsatz, Ereignisse               | Die Zuger Kompanie der Leibgarde «Chigi» kam in der Romagna und in den Marken zum Einsatz. Offenbar vernahm auch der Papst, dass viele Zuger Gardisten unter Trunksucht litten. Deswegen und aus Kostengründen wurde sie bereits 1667 wieder aufgehoben und die Luzerner Kompanie auf 50 Mann reduziert. Der Kommandant der Zuger Kompanie wurde Gardehauptmann in Ferrara (siehe dort). | Die Zuger Kompanie der Leibgarde «Chigi» kam in der Romagna und in den Marken zum Einsatz. Offenbar vernahm auch der Papst, dass viele Zuger Gardisten unter Trunksucht litten. Deswegen und aus Kostengründen wurde sie bereits 1667 wieder aufgehoben und die Luzerner Kompanie auf 50 Mann reduziert. Der Kommandant der Zuger Kompanie wurde Gardehauptmann in Ferrara (siehe dort). |

1780, kurz vor der französischen Revolution und dem Einmarsch der napoleonischen Truppen in Italien, die zwischen 1790 und 1796 zum Ende der Schweizergarden in päpstlichem Dienst, mit Ausnahme der Päpstlichen Schweizergarde in Rom, führten, zählten die Gardekompanien des Papstes insgesamt 345 Mann.
Im 19. Jahrhundert liess der Vatikan auch wieder Kampftruppen in der Schweiz anwerben.

## Kampftruppen zur Behauptung des Kirchenstaats
Auch im Kirchenstaat bekam man die Auswirkungen der Julirevolution von 1830 in Paris mit Giuseppe Mazzinis revolutionärem jungen Italien und der Reformisten Massimo d’Azeglios des Risorgimento zu spüren. Abfallbestrebungen der nördlichen Legationen liessen das Vertrauen des Heiligen Stuhls in seine bestehenden Truppen schwinden. Einheimische Soldaten und Offiziere, sehr oft Müssiggänger und anrüchige Zeitgenossen, durch den eintönigen Garnisonsdienst verweichlicht, erwiesen sich als wenig verlässlich. Als 1830 ein Aufstand in Bologna durch österreichische Truppen unter Kontrolle gebracht werden musste, kam der Entschluss, disziplinierte fremde Truppen anzuwerben, die weniger empfindlich für die einheimischen Einflüsse wären. Da gerade eine grössere Anzahl Schweizer Truppen aus französischen und holländischen Diensten entlassen wurden, bekamen zwei Schweizer Offiziere, Franz Simon von Salis-Zizers und Eugène de Courten, erfahrene Kommandanten des 7. und 8. französischen Garderegiments der Bourbonen und nun in päpstlichem Dienst, den Auftrag, zwei Schweizer Regimenter anzuwerben.
| Bezeichnung, Einsatzdauer         | (17vat) 1. Fremden-Regiment 1832–1849 | (17vat) 1. Fremden-Regiment 1832–1849 |
| Jahr, Vertragspartner             | 1832: Privatkapitulation von Franz Simon von Salis-Zizers mit Papst Gregor XVI., vertreten durch den Apostolischen Nuntius in Luzern, Erzbischof Filippo de Angelis, ohne Ratifikation durch die Tagsatzung. Von Salis sprach jedoch persönlich in Schwyz vor. | 1832: Privatkapitulation von Franz Simon von Salis-Zizers mit Papst Gregor XVI., vertreten durch den Apostolischen Nuntius in Luzern, Erzbischof Filippo de Angelis, ohne Ratifikation durch die Tagsatzung. Von Salis sprach jedoch persönlich in Schwyz vor. |
| Bestand, Formation                | 1 Regiment von 2'200 Mann in 2 Bataillonen mit 6 Kompanien à 174 Mann (4 Füsilier-, 1 Grenadier, 1 Voltigeur-Kompanie/n). Zur Schweizer Brigade, bestehend aus den beiden Fremden-Regimentern, gehörte noch eine Batterie hippomobile Artillerie mit 147 Mann und 88 Pferden. | |
| Herkunft Kader, Truppe            | Die Offiziersstellen waren, wie erwartet, rasch, meist aus den abgedankten holländischen und französischen Schweizer Regimentern, besetzt. Die Rekrutierung der Mannschaft stellte sich, trotz vorteilhafter Kapitulation, wider Erwarten als mühsam heraus. Es war nicht eine genügende Anzahl schweizerischer Freiwilligen bereit, in päpstliche Dienste zu treten. Schwyz erlaubte, nach einigem Zögern, aus religiösen Gründen auf seinem Gebiet die freie Werbung von drei und auch Graubünden von mehreren Kompanien. Die Werbestellen befanden sich in Feldkirch und in Como, mit dem Hauptdepot in Ferrara. Es mussten entgegen der ursprünglichen Absicht auch eine merkliche Anzahl Nichtschweizer und sogar Nichtkatholiken angeworben werden. Der Leumund und der Lebenswandel der Rekrutierten standen schliesslich auch nicht mehr im Vordergrund. | |
| Besitzer, Kommandant, Namensgeber | 1832 Franz Simon von Salis-Zizers aus Zizers/Graubünden; 1844 Kaspar Theodosius Latour von Brigels/Graubünden. | |
| Einsatz, Ereignisse               | Das Regiment leistete vorerst Garnisonsdienst in den unruhigen grösseren Städten der nördlichen Legationen Bologna und Ravenna. Als zuverlässige Kerntruppe wurde es an Brennpunkte beordert. Es kam gegen die Armeen des Risorgimento (italienische Einigungsbewegung) zum Einsatz, musste Volksaufstände niederschlagen und Räuberbanden ausräuchern. Die stellten damals eine wahre Landplage dar. Aufgaben, denen die Truppe, in der nach einiger Zeit eine gewisse Disziplin herangebildet werden konnte, gewachsen war. Papst Pius IX. konnte sich den liberalen und republikanischen Strömungen nur schlecht widersetzen. Allzu viele junge Leute aus dem Kirchenstaat strömten mit der neuen Eisenbahn nach Civitavecchia und von da mit dem Schiff nach Norden in den Piemont zur Unterstützung der nationalen Kräfte. Auch die Schweizer Brigade zog im Italienischen Unabhängigkeitskrieg gegen seinen Willen 1848 unter General Giovanni Durando den sardisch-piemontesischen Kräften gegen Österreichs Feldmarschall Josef Wenzel Radetzky zu, der die österreichischen Besitzungen in Oberitalien zu behaupten hatte. Dabei schlug 1848 bei Vicenza die grosse Stunde von Kaspar Latour als Kommandant der Schweizer Brigade, bestehend aus beiden Fremden-Regimentern. Vicenza stellte eine strategische Position an der Bahnlinie Verona–Venedig dar, der wichtigen Nachschublinie nach Innerösterreich. Die Schweizer Brigade hielt die Stadt lange mit solcher Bravour, dass ihr Radetzky freien Abzug unter klingendem Spiel gewährte. Ein paar Tage später jedoch unterlag Latour bei einem Gefecht am Monte Berico den Österreichern. Durando musste daraufhin kapitulieren und sich wieder in den Kirchenstaat zurückziehen. Die Aktion war nicht kriegsentscheidend, und Österreich konnte sich letztlich gegen Sardinien behaupten. Das Regiment verbrachte die restliche Zeit bis zu seiner Auflösung 1849 durch die Römische Republik in Garnison in Bologna, ohne in die revolutionären Kämpfe in Rom hineingezogen zu werden. | Das Regiment leistete vorerst Garnisonsdienst in den unruhigen grösseren Städten der nördlichen Legationen Bologna und Ravenna. Als zuverlässige Kerntruppe wurde es an Brennpunkte beordert. Es kam gegen die Armeen des Risorgimento (italienische Einigungsbewegung) zum Einsatz, musste Volksaufstände niederschlagen und Räuberbanden ausräuchern. Die stellten damals eine wahre Landplage dar. Aufgaben, denen die Truppe, in der nach einiger Zeit eine gewisse Disziplin herangebildet werden konnte, gewachsen war. Papst Pius IX. konnte sich den liberalen und republikanischen Strömungen nur schlecht widersetzen. Allzu viele junge Leute aus dem Kirchenstaat strömten mit der neuen Eisenbahn nach Civitavecchia und von da mit dem Schiff nach Norden in den Piemont zur Unterstützung der nationalen Kräfte. Auch die Schweizer Brigade zog im Italienischen Unabhängigkeitskrieg gegen seinen Willen 1848 unter General Giovanni Durando den sardisch-piemontesischen Kräften gegen Österreichs Feldmarschall Josef Wenzel Radetzky zu, der die österreichischen Besitzungen in Oberitalien zu behaupten hatte. Dabei schlug 1848 bei Vicenza die grosse Stunde von Kaspar Latour als Kommandant der Schweizer Brigade, bestehend aus beiden Fremden-Regimentern. Vicenza stellte eine strategische Position an der Bahnlinie Verona–Venedig dar, der wichtigen Nachschublinie nach Innerösterreich. Die Schweizer Brigade hielt die Stadt lange mit solcher Bravour, dass ihr Radetzky freien Abzug unter klingendem Spiel gewährte. Ein paar Tage später jedoch unterlag Latour bei einem Gefecht am Monte Berico den Österreichern. Durando musste daraufhin kapitulieren und sich wieder in den Kirchenstaat zurückziehen. Die Aktion war nicht kriegsentscheidend, und Österreich konnte sich letztlich gegen Sardinien behaupten. Das Regiment verbrachte die restliche Zeit bis zu seiner Auflösung 1849 durch die Römische Republik in Garnison in Bologna, ohne in die revolutionären Kämpfe in Rom hineingezogen zu werden. |

| Bezeichnung, Einsatzdauer         | (18vat) 2. Fremden-Regiment 1832–1849 | (18vat) 2. Fremden-Regiment 1832–1849 |
| Jahr, Vertragspartner             | 1832: Privatkapitulation von Eugène de Courten mit Papst Gregor XVI., vertreten durch den Apostolischen Nuntius in Luzern, Erzbischof Filippo de Angelis, ohne Ratifikation durch die Tagsatzung. De Courten holte jedoch die Bewilligung der Walliser Tagsatzung und der bischöflichen Kanzlei in Sion ein. | 1832: Privatkapitulation von Eugène de Courten mit Papst Gregor XVI., vertreten durch den Apostolischen Nuntius in Luzern, Erzbischof Filippo de Angelis, ohne Ratifikation durch die Tagsatzung. De Courten holte jedoch die Bewilligung der Walliser Tagsatzung und der bischöflichen Kanzlei in Sion ein. |
| Bestand, Formation                | 1 Regiment von 2'200 Mann in 2 Bataillonen mit 6 Kompanien à 174 Mann (4 Füsilier-, 1 Grenadier, 1 Voltigeur-Kompanie/n). Mit 1600 Mann wurde in Ravenna abmarschiert, der Sollbestand nicht erreicht. Zur Schweizer Brigade, bestehend aus den beiden Fremden-Regimentern, gehörte noch eine Batterie hippomobile Artillerie mit 147 Mann und 88 Pferden. | |
| Herkunft Kader, Truppe            | Die Offiziersstellen waren, wie erwartet, rasch, meist aus den abgedankten holländischen und französischen Schweizer Regimentern, besetzt. Die Kompaniekommanden waren: - 1. Bataillon: die Hauptleute Ignatius-Joseph Bell, Antoine Loffing, Charles Faller, Théobald Theurillat, Ferdinand von Stockalper und François Philippe Jacques de Schaller; - 2. Bataillon: die Hauptleute Franz Halter, Franz Meyer, Elie de Kalbermatten, Meinrad von Werra, Louis de Boccard und Edouard de Quartéry. Die Rekrutierung der Mannschaft stellte sich, trotz vorteilhafter Kapitulation, wider Erwarten als mühsam heraus. Es war nicht eine genügende Anzahl schweizerischer Freiwilligen bereit, in päpstliche Dienste zu treten. Die Kantone Wallis und Nidwalden erlaubten aus religiösen Gründen widerstrebend die freie Werbung. Die Werbestellen befanden sich in Lecco und in Como, mit dem Hauptdepot in Ferrara. Es mussten entgegen der ursprünglichen Absicht auch eine beträchtliche Anzahl Landesfremde und Nichtkatholiken rekrutiert werden. Zudem hätten etliche der Angeworbenen eher in Strafanstalten gehört als in ein päpstliches Heer. Trotzdem kam das 2. Fremden-Regiment nicht auf den Sollbestand. | |
| Besitzer, Kommandant, Namensgeber | 1832 Eugène de Courten aus Sitten/Wallis mit seinem Stab: Oberstleutnant Theodosius Kalbermatten und die Majore Michel Dufour und François-Prosper de Remy; 1834 Theodosius von Kalbermatten von Visp/Wallis; 1844 François Prosper Bruno de Raemy de l’Auge aus Freiburg; 1848 François Philippe Jacques de Schaller aus Freiburg; 1848 Oberst (?) Kaiser aus Unterwalden. | |
| Einsatz, Ereignisse               | Nach vielen Schwierigkeiten konnte Courten endlich mit 1'600 Mann von Ravenna abmarschieren nach Forlì, einen der Unruheherde. Er und sein Nachfolger Kalbermatten hatten die Lage aber unter Kontrolle, selbst bei den Aufständen der Jahre 1843/44. 1848 war das Regiment Teil der Schweizer Brigade, die, den sardischen Kräften gegen Österreich angeschlossen, in Vicenza standhielt und am Monte Berico eine Niederlage erlitt. Als die Revolution Rom erreichte und Pius IX. nach Gaëta floh, wurde es aufgelöst. | Nach vielen Schwierigkeiten konnte Courten endlich mit 1'600 Mann von Ravenna abmarschieren nach Forlì, einen der Unruheherde. Er und sein Nachfolger Kalbermatten hatten die Lage aber unter Kontrolle, selbst bei den Aufständen der Jahre 1843/44. 1848 war das Regiment Teil der Schweizer Brigade, die, den sardischen Kräften gegen Österreich angeschlossen, in Vicenza standhielt und am Monte Berico eine Niederlage erlitt. Als die Revolution Rom erreichte und Pius IX. nach Gaëta floh, wurde es aufgelöst. |

Pius IX. floh nach der Märzrevolution 1848 ins neapolitanische Gaëta. Die republikanische Partei entliess die fremden Truppen. Die meisten ihrer Offiziere traten dabei in ein sich bildendes päpstliches Garderegiment ein. Nachdem spanische und französische Interventionstruppen die Lage wieder kontrollierten, kehrte Pius IX. 1850 nach Rom zurück.
Nun sorgten eine österreichische Besatzung in Bologna und Ancona und ein französisches Korps in Rom und Civitavecchia für Ruhe. Pius IX. machte einige politische Konzessionen an die Republikaner und baute die beiden Fremden-Regimenter wieder auf. Sein Kriegsminister, Theodosius von Kalbermatten, stationierte sie in Perugia und Forlì. Es folgten einige Jahre des friedlichen, wirtschaftlichen Aufschwungs. Aber die republikanische Bewegung zur Vereinigung Italiens nahm, angefeuert von Graf Camillo Benso von Cavour und angeführt vom Königreich Sardinien, für den Kirchenstaat immer bedrohlichere Formen an.
Schliesslich konnten auch die Fremden-Regimenter, trotz manchmal härtestem Vorgehen und zeitweiliger Erfolge, den Abfall der Legationen vom Kirchenstaat und den Anschluss an Sardinien nicht verhindern.
| Bezeichnung, Einsatzdauer         | (19vat) 1. Fremden-Regiment 1852–1861 | (19vat) 1. Fremden-Regiment 1852–1861 |
| Jahr, Vertragspartner             | 1852: Privatkapitulation von Oberst Theodosius von Kalbermatten, päpstlicher Kriegsminister, mit Papst Pius IX. Dieser betraute seinen Bruder, Wilhelm von Kalbermatten, ehemaliger Kommandant der Walliser Milizen im Sonderbundskrieg von 1847, mit dem Aufbau von zwei Fremden-Regimentern. | 1852: Privatkapitulation von Oberst Theodosius von Kalbermatten, päpstlicher Kriegsminister, mit Papst Pius IX. Dieser betraute seinen Bruder, Wilhelm von Kalbermatten, ehemaliger Kommandant der Walliser Milizen im Sonderbundskrieg von 1847, mit dem Aufbau von zwei Fremden-Regimentern. |
| Bestand, Formation                | 1 Regiment mit 2 Bataillonen, 1854 auf 3 Bataillone erhöht. | |
| Herkunft Kader, Truppe            | Aus den Beständen des 1850 entstandenen päpstlichen Garderegiments, ergänzt mit katholischen Freiwilligen aus der Schweiz und weiteren Ländern. Die Offiziere stammten weitgehend aus den 1849 aufgelösten beiden Schweizer Fremden-Regimentern. | |
| Besitzer, Kommandant, Namensgeber | 1852 Oberst Wilhelm von Kalbermatten; 1852 Oberst Küntzli von St. Gallen; 1853 Major (1854 Oberstleutnant) Raphaël de Courten; 1855 Oberst Anton Maria Schmid, alt Landammann und Landeshauptmann aus Altdorf/Uri; 1860 Oberst Lucien Cropt-Dosi aus Martigny. | |
| Einsatz, Ereignisse               | Kalbermatten wurde noch 1852 zum General befördert und Kommandant des militärischen Bezirks Bologna. Er übergab das Regimentskommando an Oberst Küntzli, der aber kurz darauf starb. Major Joseph-Rafaël de Courten trat nun an seine Stelle und baute das Regiment auf drei Bataillone aus. Zum Oberstleutnant befördert, wurde er dann mit dem Aufbau des 2. Fremden-Regiments betraut. Oberst Schmid hatte sich, nachdem ihm bereits 1852 der Apostolische Nuntius Filippo Bernardini die Berufung durch Papst Pius IX. überbracht hatte, reichlich, bis 1855, Zeit gelassen, bis er das Kommando über sein Regiment in Rom antrat. Berühmt und berüchtigt wurde er 1859, als er als – schon damals im Boulevardstil betitelt – «Schlächter von Perugia» das Ende der Schweizer Truppen in fremden Diensten auslöste. Als sich Österreich aus Bologna, Ferrara und Ancona zurückzog, hatten sich die oberitalienischen Fürstentümer Sardinien angeschlossen und die Legationen vom Kirchenstaat losgesagt. Auch Perugia in Umbrien erhob sich gegen den Papst. Schmid erhielt den Auftrag, in Perugia, seinem Hauptstandort, den Volksaufstand zu unterdrücken. In den engen Gassen der Stadt, von allen Seiten und Fenstern in Bedrängnis geraten, reagierte die Truppe mit den Waffen gegen die Zivilbevölkerung. Die Situation eskalierte und endete in Kriegsgräueln, auch gegen Frauen und Kinder. Die Empörung in Italien, das Entsetzen in Europa und die Betroffenheit in der Schweiz waren enorm. Für die Behörden der Schweiz war es, nach einem ähnlichen Ereignis 1848 der Schweizer Truppen in Neapel, der Anlass, noch im selben Jahr den fremden Dienst zu verbieten und die letzten offiziellen Schweizer Truppen in fremden Diensten aus Neapel endgültig zurückzurufen. Papst Pius IX. hingegen beförderte Schmid umgehend zum Brigadegeneral, zeichnete ihn in der Folge mit dem Grosskreuz des Gregoriusordens sowie der goldenen Feldzugsmedaille «Pro Petri Sede» aus und machte ihn zum Militärgouverneur der Legationen Umbrien und Marken. Er hatte in Monsignore Vincenzo Gioacchino Pecci, dem zukünftigen Papst Leo XIII., der den Aufstand in seinem bischöflichen Palast in Perugia persönlich miterlebt hatte, einen gewichtigen Fürsprecher gefunden. Der Heilige Stuhl, von allen Seiten immer mehr in Bedrängnis, versuchte mit einem Appell an die Katholiken aller Nationen, den Bestand seiner kleinen Streitmacht zu erhöhen. Auch gegen 3'000 Schweizer folgten dem Ruf und wurden in die beiden Fremden-Regimenter und in das in Entstehung begriffene Fremden-Jägerbataillon eingeteilt. 1861, bei einem Wechsel der Kardinäle in der Leitung der päpstlichen Militärverwaltung, wurde auch die päpstliche Armee umgruppiert und die beiden Fremden-Regimenter aufgelöst. Ein Teil der abgedankten Regimentsangehörigen wechselte zum neu entstandenen Fremden-Jägerbataillon. | Kalbermatten wurde noch 1852 zum General befördert und Kommandant des militärischen Bezirks Bologna. Er übergab das Regimentskommando an Oberst Küntzli, der aber kurz darauf starb. Major Joseph-Rafaël de Courten trat nun an seine Stelle und baute das Regiment auf drei Bataillone aus. Zum Oberstleutnant befördert, wurde er dann mit dem Aufbau des 2. Fremden-Regiments betraut. Oberst Schmid hatte sich, nachdem ihm bereits 1852 der Apostolische Nuntius Filippo Bernardini die Berufung durch Papst Pius IX. überbracht hatte, reichlich, bis 1855, Zeit gelassen, bis er das Kommando über sein Regiment in Rom antrat. Berühmt und berüchtigt wurde er 1859, als er als – schon damals im Boulevardstil betitelt – «Schlächter von Perugia» das Ende der Schweizer Truppen in fremden Diensten auslöste. Als sich Österreich aus Bologna, Ferrara und Ancona zurückzog, hatten sich die oberitalienischen Fürstentümer Sardinien angeschlossen und die Legationen vom Kirchenstaat losgesagt. Auch Perugia in Umbrien erhob sich gegen den Papst. Schmid erhielt den Auftrag, in Perugia, seinem Hauptstandort, den Volksaufstand zu unterdrücken. In den engen Gassen der Stadt, von allen Seiten und Fenstern in Bedrängnis geraten, reagierte die Truppe mit den Waffen gegen die Zivilbevölkerung. Die Situation eskalierte und endete in Kriegsgräueln, auch gegen Frauen und Kinder. Die Empörung in Italien, das Entsetzen in Europa und die Betroffenheit in der Schweiz waren enorm. Für die Behörden der Schweiz war es, nach einem ähnlichen Ereignis 1848 der Schweizer Truppen in Neapel, der Anlass, noch im selben Jahr den fremden Dienst zu verbieten und die letzten offiziellen Schweizer Truppen in fremden Diensten aus Neapel endgültig zurückzurufen. Papst Pius IX. hingegen beförderte Schmid umgehend zum Brigadegeneral, zeichnete ihn in der Folge mit dem Grosskreuz des Gregoriusordens sowie der goldenen Feldzugsmedaille «Pro Petri Sede» aus und machte ihn zum Militärgouverneur der Legationen Umbrien und Marken. Er hatte in Monsignore Vincenzo Gioacchino Pecci, dem zukünftigen Papst Leo XIII., der den Aufstand in seinem bischöflichen Palast in Perugia persönlich miterlebt hatte, einen gewichtigen Fürsprecher gefunden. Der Heilige Stuhl, von allen Seiten immer mehr in Bedrängnis, versuchte mit einem Appell an die Katholiken aller Nationen, den Bestand seiner kleinen Streitmacht zu erhöhen. Auch gegen 3'000 Schweizer folgten dem Ruf und wurden in die beiden Fremden-Regimenter und in das in Entstehung begriffene Fremden-Jägerbataillon eingeteilt. 1861, bei einem Wechsel der Kardinäle in der Leitung der päpstlichen Militärverwaltung, wurde auch die päpstliche Armee umgruppiert und die beiden Fremden-Regimenter aufgelöst. Ein Teil der abgedankten Regimentsangehörigen wechselte zum neu entstandenen Fremden-Jägerbataillon. |

| Bezeichnung, Einsatzdauer         | (20vat) 2. Fremden-Regiment 1855–1861 | (20vat) 2. Fremden-Regiment 1855–1861 |
| Jahr, Vertragspartner             | 1855: Wilhelm von Kalbermatten, 1852 von seinem Bruder Theodosius eingesetzt, den Auftrag Pius’ IX. auszuführen, die beiden ehemaligen Fremden-Regimenter wieder aufzubauen. | 1855: Wilhelm von Kalbermatten, 1852 von seinem Bruder Theodosius eingesetzt, den Auftrag Pius’ IX. auszuführen, die beiden ehemaligen Fremden-Regimenter wieder aufzubauen. |
| Bestand, Formation                | 1 Regiment aus 2 Bataillonen. | |
| Herkunft Kader, Truppe            | Katholische Freiwillige aus der Eidgenossenschaft und zu zwei Dritteln aus anderen Ländern, wie Österreich, Bayern, dem Elsass, Belgien und Polen. | |
| Besitzer, Kommandant, Namensgeber | 1855 Oberst Joseph-Raphaël de Courten aus Sitten/Wallis; 1860 Oberst François Xavier Philippe de Gady aus Freiburg. | |
| Einsatz, Ereignisse               | Das Regiment wurde in Forlì und anderen Städten der Romagna in Garnison gelegt mit dem Auftrag, liberale, republikanische Loslösebewegungen zu verhindern, was ihm lange gut gelang. Als sich Österreich 1859 aus Bologna, Ferrara und Ancona zurückzog, hatten sich zuerst die oberitalienischen Fürstentümer Sardinien angeschlossen und dann auch alle nördlichen Legationen des Papstes vom Kirchenstaat losgesagt. Oberst Joseph-Raphaël de Courten gelang es, mit seinem Regiment in Fano, Senigallia und Ancona die alte Ordnung vorerst wiederherzustellen und so die Legationen Marche und Urbino wieder unter päpstliche Kontrolle zu bringen. (Es war der Beginn einer eindrücklichen militärischen Karriere: ein Jahr später die Beförderung zum Brigadegeneral, eine ganze Reihe von Dekorationen und Auszeichnungen, 1866 das Kommando der ersten Heeresgruppe in Frosinone und 1870 der Vorsitz des militärischen Komitees zur Verteidigung von Rom unter dem päpstlichen General Hermann Kanzler.) Zwei Jahre später, 1861, bei einem Wechsel der Kardinäle in der Leitung der päpstlichen Militärverwaltung, wurde auch die Armee umgruppiert und das 2. Fremden-Regiment, zusammen mit dem 1. Fremden-Regiment, aufgelöst. Ein Teil der abgedankten Regimentsangehörigen trat in den Dienst des neuen Fremden-Jägerbataillons. | Das Regiment wurde in Forlì und anderen Städten der Romagna in Garnison gelegt mit dem Auftrag, liberale, republikanische Loslösebewegungen zu verhindern, was ihm lange gut gelang. Als sich Österreich 1859 aus Bologna, Ferrara und Ancona zurückzog, hatten sich zuerst die oberitalienischen Fürstentümer Sardinien angeschlossen und dann auch alle nördlichen Legationen des Papstes vom Kirchenstaat losgesagt. Oberst Joseph-Raphaël de Courten gelang es, mit seinem Regiment in Fano, Senigallia und Ancona die alte Ordnung vorerst wiederherzustellen und so die Legationen Marche und Urbino wieder unter päpstliche Kontrolle zu bringen. (Es war der Beginn einer eindrücklichen militärischen Karriere: ein Jahr später die Beförderung zum Brigadegeneral, eine ganze Reihe von Dekorationen und Auszeichnungen, 1866 das Kommando der ersten Heeresgruppe in Frosinone und 1870 der Vorsitz des militärischen Komitees zur Verteidigung von Rom unter dem päpstlichen General Hermann Kanzler.) Zwei Jahre später, 1861, bei einem Wechsel der Kardinäle in der Leitung der päpstlichen Militärverwaltung, wurde auch die Armee umgruppiert und das 2. Fremden-Regiment, zusammen mit dem 1. Fremden-Regiment, aufgelöst. Ein Teil der abgedankten Regimentsangehörigen trat in den Dienst des neuen Fremden-Jägerbataillons. |

| Bezeichnung, Einsatzdauer         | (21vat) Fremden-Jägerbataillon 1860–1868 (21vat) Fremden-Jägerregiment 1868–1870 | (21vat) Fremden-Jägerbataillon 1860–1868 (21vat) Fremden-Jägerregiment 1868–1870 |
| Jahr, Vertragspartner             | 1860: Anordnung des päpstlichen Generals Hermann Kanzler im Auftrag von Papst Pius IX. | 1860: Anordnung des päpstlichen Generals Hermann Kanzler im Auftrag von Papst Pius IX. |
| Bestand, Formation                | 1860: 1 Bataillon von 6 Kompanien; 1868: Mit 2 weiteren Kompanien zum Regiment vergrössert. | 1860: 1 Bataillon von 6 Kompanien; 1868: Mit 2 weiteren Kompanien zum Regiment vergrössert. |
| Herkunft Kader, Truppe            | Zum grössten Teil aus den beiden 1861 aufgelösten beiden Fremden-Regimentern, ergänzt mit katholischen Freiwilligen aus aller Herren Ländern. Die Kompanien wurden geführt von den Hauptleuten: 1. Kompanie: Sebastian Wasescha, 2. Kompanie: Gregor-Ciprian In-Albon, 3. Kompanie: Fortunat Stöcklin, 4. Kompanie: Georg Federer, 5. Kompanie: Jules Meyer, 6. Kompanie: Dominik Epp, 7. Kompanie: François Russel, 8. Kompanie: Karl Kaiser, Depot-Kompanie: César Borrat. | Zum grössten Teil aus den beiden 1861 aufgelösten beiden Fremden-Regimentern, ergänzt mit katholischen Freiwilligen aus aller Herren Ländern. Die Kompanien wurden geführt von den Hauptleuten: 1. Kompanie: Sebastian Wasescha, 2. Kompanie: Gregor-Ciprian In-Albon, 3. Kompanie: Fortunat Stöcklin, 4. Kompanie: Georg Federer, 5. Kompanie: Jules Meyer, 6. Kompanie: Dominik Epp, 7. Kompanie: François Russel, 8. Kompanie: Karl Kaiser, Depot-Kompanie: César Borrat. |
| Besitzer, Kommandant, Namensgeber | 1860: Oberstleutnant Joseph Jeannerat aus Pruntrut mit Major Simon Castella und Bataillonsadjutant Hauptmann Louis de Courten. | |
| Einsatz, Ereignisse               | Das Fremden-Jägerbataillon Jeanneret war unter dem Oberkommandierenden der päpstlichen Armee, Hermann Kanzler, am hinhaltenden, aber letztlich vergeblichen Abwehrkampf gegen die sich immer enger um den Kirchenstaat ziehende republikanische Schlinge beteiligt. Die Legationen lösten sich vom Kirchenstaat und wandten sich dem neu entstandenen italienischen Nationalstaat zu. Das Ende kam, als sich Österreich aus Bologna, Ferrara und Ancona zurückzog und die französische Schutztruppe in Rom und Civitavecchia wegen des Deutsch-Französischen Krieges abgezogen wurde. Unmittelbar sah sich die päpstliche Armee mit einer Übermacht der italienischen Truppen konfrontiert, die den Kirchenstaat praktisch ohne Gegenwehr eroberte und nun vor den Mauern Roms stand. Das Fremden-Jägerregiment war Teil der päpstlichen Truppen, die sich noch 1867 in Mentana, vor den Toren der Stadt Rom, gegen die Übermacht von Giuseppe Garibaldi behauptet hatten und die sich nun zur Verteidigung von Rom aufstellten. Papst Pius IX. hatte, nachdem er 1869 noch demonstrativ das Erste Vatikanische Konzil einberufen hatte, das die Unfehlbarkeit des Papstes verkündete, Rom gegen die Belagerung durch die Truppen des italienischen Königs, Viktor Emanuel II., und Giuseppe Garibaldis befestigen lassen. Sechs der zwölf Stadttore wurden zugemauert und die Stadt in vier Verteidigungssektoren mit eigenem Kommando eingeteilt. Er brach jedoch den Kampf im September 1870 unter Protest (zur nominellen Wahrung seiner Rechte als «Gefangener im Vatikan») ab, bevor er überhaupt richtig begonnen hatte. Die italienischen Truppen zogen nahezu kampflos in die Ewige Stadt ein. Einen Monat später vertagte Pius IX. das Erste Vatikanische Konzil sine die («ohne Tag», d. h. auf unbestimmte Zeit) … es wurde nicht wieder aufgenommen. Der Kirchenstaat hatte aufgehört zu existieren, und seine Truppen wurden entlassen. Auch das Fremden-Jägerregiment wurde nach Hause geschickt. | |

Nach dem Sardinischen Krieg entstand aus dem Königreich Sardinien 1861 das Königreich Italien. Dieses besetzte 1870, nachdem die französische Schutzmacht infolge des Deutsch-Französischen Krieges abgezogen war, den Kirchenstaat.

## Das Ende kam durch die Bresche
Papst Pius IX. hisste im September 1870, als der erste ernsthafte Direktbeschuss von Rom neben der Porta Pia eine Bresche in die Aurelianische Mauer schlug, angesichts der mehrfachen militärischen italienischen Übermacht auf dem Petersdom die weisse Flagge.

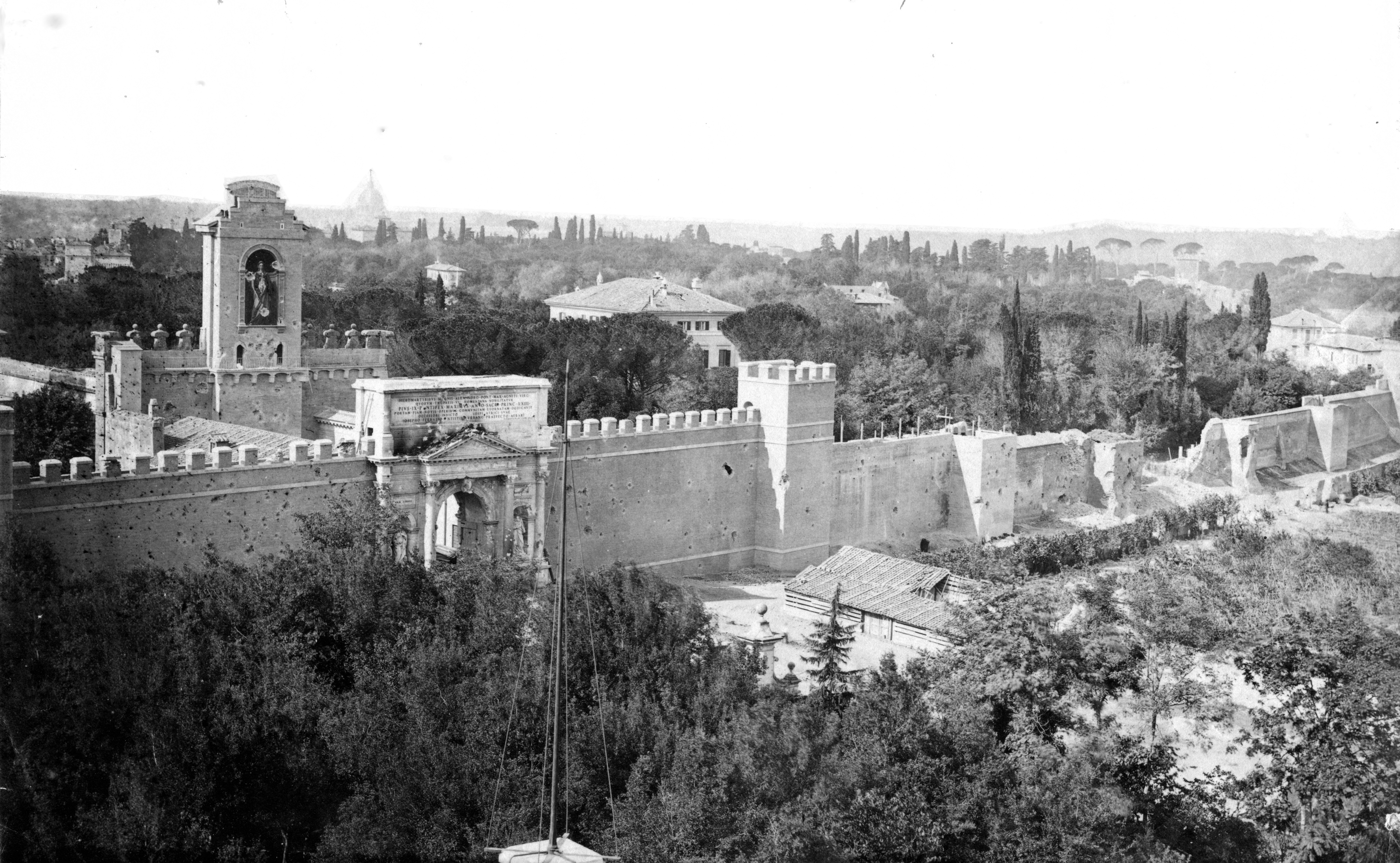
Die Bresche rechts von der Porta Pia
September 1870

Es war das Ende des Kirchenstaats und damit auch der letzten Schweizer Truppe in päpstlichen Diensten. In Rom blieb einzig die Päpstliche Schweizergarde. Sie rekrutiert sich seither durch den persönlichen Eintritt Einzelner ohne Kapitulation.
Der Papst wurde von da an von der italienischen Regierung stillschweigend als Oberhaupt über den Vatikan geduldet. Erst im Lateranvertrag gab ihn Mussolini 1929 Papst Pius XI. als selbständigen Staat Vatikanstadt formell zurück.